# Ontario
|  | Per a altres significats, vegeu «Ontario (desambiguació)». |

Ontario és una de les deu províncies del Canadà. És la més poblada del país, amb més de 12 milions d'habitants, que representen el 39 % de la població total.
En aquesta província hi ha tant la ciutat canadenca més gran, Toronto, que n'és la capital, com Ottawa, la capital del país. També és la segona província més gran del Canadà pel que fa a extensió, per sota del Quebec. La regió sud d'Ontario és el punt més meridional de tot el país.
La principal font d'ingressos d'Ontario és la indústria. El valor dels productes industrials produïts a Ontario és més alt que la suma del valor total dels productes industrials fabricats a totes les altres províncies i territoris del Canadà. La força de la indústria manufacturera li va valdre el sobrenom de manufacturing heartland of Canada (cor industrial del Canadà). La província destaca principalment per la forta indústria automobilística, la més competitiva de tot el continent americà, a excepció de l'estat nord-americà de Michigan. Altres fonts importants d'ingressos són el turisme i la prestació de serveis financers i immobiliaris.
La denominació d'aquesta província prové del llac homònim, l'Ontario, nom donat pels iroquesos i que significa "llac bell" o "aigües brillants". Ontario va ser colonitzat inicialment pels francesos, i va passar a formar part de la colònia francesa del Canadà, una de les províncies colonials de Nova França, que llavors incloïa la regió sud de les actuals províncies canadenques d'Ontario i de Quebec.
El 1763, el Regne Unit va annexionar el Canadà. En tres dècades, els anglòfons es van convertir en majoria al sud-oest de la colònia, motiu pel qual el Regne Unit va decidir dividir-la en dues el 1791. Aquests dos territoris es van tornar a reunir el 1840 en una única província del Canadà. Amb la formació del Domini del Canadà, l'1 de juliol de 1867, aquesta província va ser definitivament separada en dues, les actuals Ontario i Quebec. En els seus inicis una potència agrària, Ontario va passar a ser un gran centre industrial al començament del segle xx, i es va convertir en el principal centre econòmic del país durant les dècades de 1960 i de 1970.

## Història

### Fins al 1800
Abans de l'arribada dels primers exploradors europeus, la regió que actualment constitueix la província estava habitada per diverses tribus natives americanes, pertanyents a tres famílies. Els chippewa vivien al nord i al nord-est del llac Superior, i caçaven i recol·lectaven fruites per a la seva sustentació. Els hurons vivien a la regió del llac Huron i del llac Ontario, i vivien principalment de l'agricultura. Tant els chippewas com les hurons temien als iroquesos, una família nativa americana composta per sis tribus aliades entre si, de caràcter nòmada i altament agressiva, que constantment els atacaven.
El francès Étienne Brûlé va ser el primer europeu a explorar la regió, fent-ho el 1613, per ordre de Samuel de Champlain, el fundador del Quebec. Aquest any, Brûlé va arribar al marge sud del riu Ottawa, a la regió on actualment es localitza la capital canadenca, Ottawa. El 1615, Brûlé havia arribat al llac Huron. Brûlé i Champlain van observar que la regió era abundant en animals com els castors, la pell del qual era molt apreciada en el continent europeu. Els caçadors francesos van començar a caçar animals de la regió a partir de la dècada de 1620, al mateix temps en què els comerciants francesos van passar a comercialitzar amb els hurons pells d'animals. Durant la dècada de 1630, altres exploradors francesos van explorar la regió del sud dels Grans Llacs. La regió que actualment constitueix el sud d'Ontario va passar a formar part de la colònia francesa de Nova França.
Els missioners francesos –acompanyats d'algunes famílies franceses– van fundar algunes viles al llarg de la regió, així com el Fort Sainte Marie, on estan localitzades actualment les ciutats de Sault Ste. Marie, Ontario i Sault Ste. Marie, Michigan. El principal objectiu dels missioners era convertir als nadius de la regió, com els furons, al cristianisme, així com que assimilessin la cultura europea. No obstant això, els atacs dels iroquesos van forçar a aquests missioners i als colons a abandonar aquestes viles. Els francesos continuarien explorant al llarg de la dècada de 1610 la regió del nord dels Grans Llacs.
L'expansió de Nova França –que fins a la dècada de 1620 estava limitada la regió que actualment constitueix les províncies canadenques de Quebec, Nova Brunswick i Nova Escòcia– en direcció al nord-oest, a l'oest i al sud va alarmar al Regne Unit, la qual cosa va fer que els britànics creessin la Companyia de la Badia de Hudson el 1670. Els britànics es van aliar eventualment amb els iroquesos. Tots dos atacarien constantment els pobles i als comerciants francesos de tota Nova França. El 1754 va començar la guerra entre els francesos i els britànics. Els francesos van perdre la guerra. En el Tractat de París (1763), França cedia totes les colònies franceses localitzades al nord dels Grans Llacs –les colònies d'Acàdia (actuals Nova Brunswick i Nova Escòcia) i del Canadà– que constituïa el que actualment és el sud de les províncies d'Ontario i de Quebec.

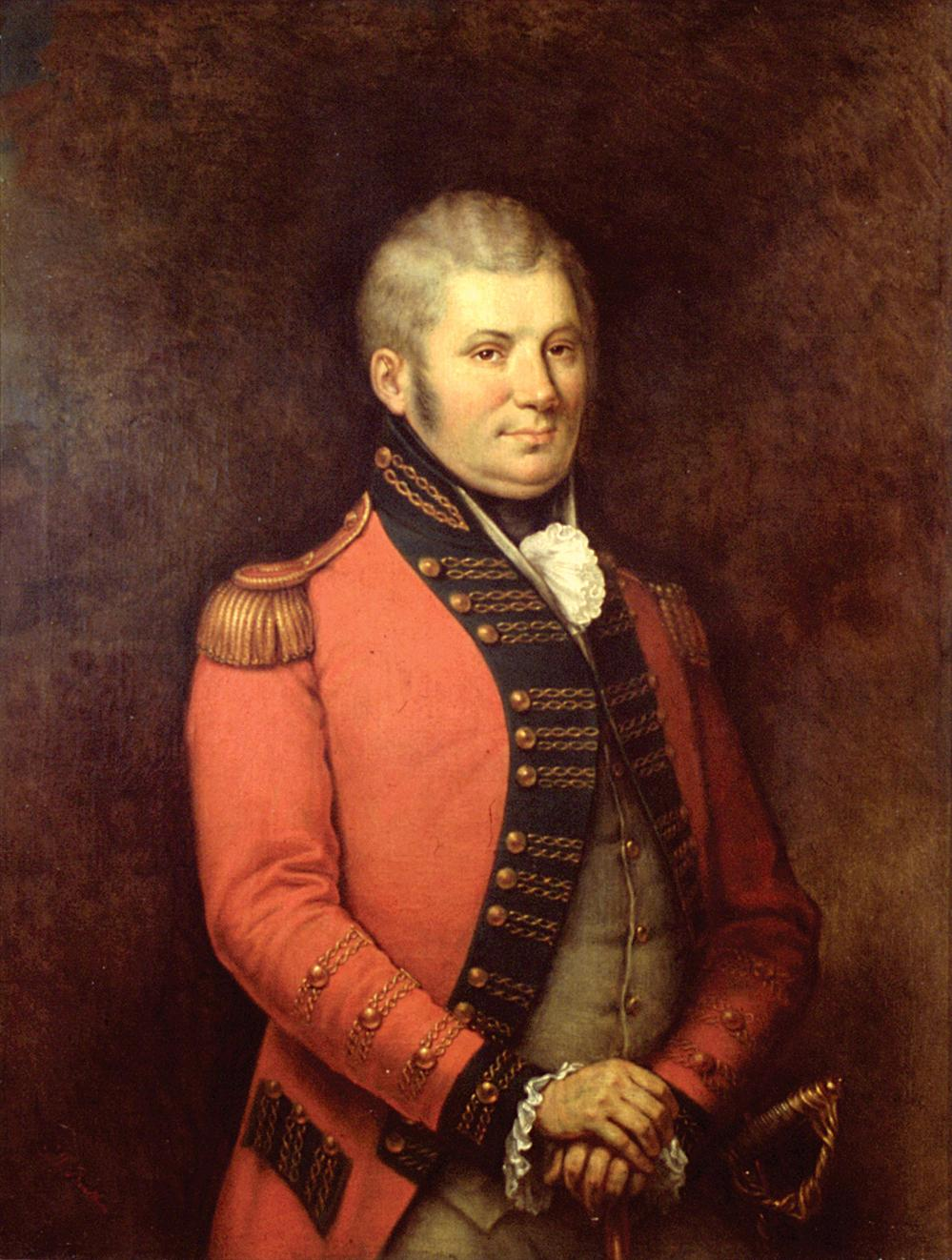
John Graves Simcoe, primer governador de l'Alt Canadà.

Fins llavors, els únics pobles francesos en el que actualment és Ontario estaven localitzats on avui estan les ciutats de Niagara Falls, Kingston i Windsor. Fins al 1784, el creixement demogràfic de la regió d'Ontario, encara part de la colònia anglesa del Canadà, era molt petita. A partir de 1784, amb la finalitat de la Revolució Americana de 1776, prop de 10 mil colons americans, lleials a la Corona britànica, van emigrar cap al sud de la colònia del Canadà. Després, el nombre d'anglòfons al sud del Canadà era major que el nombre de francòfons. Aquests colons van rebre dels britànics terres, refugi, menjar, roba i altres ajudes.
El 1791, el Regne Unit va dividir la colònia del Canadà en dues, Canadà Inferior (l'actual Quebec) i Canadà Superior (l'actual Ontario). Ambdues estaven dividides pel riu Ottawa. Niagara-on-the-Lake va ser triada capital de la recentment creada colònia. El Regne Unit seria l'encarregat d'escollir al nou Tinent Governador. El primer Tinent Governador del Canadà Superior va ser John Graves Simcoe. Simcoe va construir diverses carreteres al llarg del Canadà Superior, i va promoure el major poblament de la colònia. Simcoe eventualment va decidir canviar la capital de la colònia, Niagara-on-the-Lake, a York, actual Toronto. El 1797, tots els departaments governamentals havien efectuat la seva transferència de Niagara a York.

### 1800 - 1867
La població del Canadà Superior va començar a créixer gradualment. Molts d'aquests colons eren immigrants europeus (majoritàriament anglesos i escocesos) que havien arribat recentment als Estats Units, mentre que molts altres eren americans. Diversos d'aquests colons van venir al Canadà Superior en grups i a la seva pròpia sort. A d'altres els portaven companyies especialitzades. Aquestes companyies eren propietàries de granges en la colònia, i aquests colons eren portats com a mà d'obra. Alguns dels colons americans més rics van venir al Canadà Superior per les terres. Va haver-hi fins i tot el cas d'una vila a Pennsilvània, la població de la qual va emigrar per complet al Canadà Superior, instal·lant-se en el que és actualment la ciutat de Waterloo.

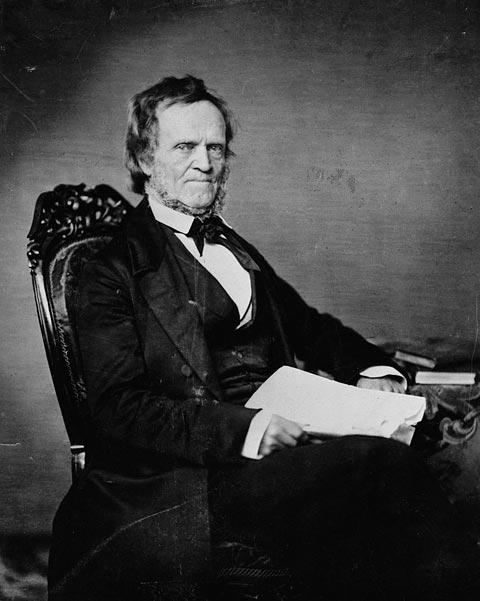
William Lyon Mackenzie.

El 1812, es va iniciar la guerra de 1812. Els Estats Units d'Amèrica van envair el Canadà Superior, i van prendre i cremar la seva capital, York. El 1814, les tropes britàniques, juntament amb la milícia canadenca, van expulsar els estatunidencs de la colònia. La guerra va acabar el 1815, en statu quo. La població del Canadà Superior i del Canadà Inferior va començar a desenvolupar sentiments anti-estatunidencs, com un sentiment antidemocràtic (Estats Units, en aquella època, era l'únic país del món que havia adoptat la democràcia com a forma de govern). Aquest sentiment antidemocràtic va tenir un gran pes el 1837, quan va tenir lloc la Rebel·lió del Canadà Superior. Durant la dècada de 1830, la població del Canadà Inferior va començar a sentir-se molesta per l'immens poder que els britànics tenien a la regió –els britànics triaven al Tinent Governador de la colònia, i aquest tenia un gran poder a la regió. La rebel·lió va ser liderada per William Lyon Mackenzie. Aquesta rebel·lió demanava majors poders per al govern colonial, encara que no va guanyar popularitat entre la població local, per ser vist com "un atac de la democràcia a la monarquia". Aquesta rebel·lió va ser ràpidament reduïda, no per tropes britàniques, sinó per una milícia canadenca. Mackenzie va fugir als Estats Units, mentre que altres líders de la rebel·lió van ser executats.
El 1840, el Regne Unit va decidir unir Canadà Superior i el Canadà Inferior en una única colònia, la colònia del Canadà. El 1841, es va efectuar aquesta fusió. El seu objectiu era forçar una assimilació cultural dels francòfons per part dels anglòfons. Alarmada per la guerra, els britànics van cedir a la nova colònia el dret de formar un govern basat en el parlamentarisme, que tindria poders sobre assumptes relacionats exclusivament amb Canadà. Canadà Superior i el Canadà Inferior tindrien el mateix nombre d'escons en l'Assemblea Legislativa.
Entre la dècada de 1820 i la de 1850, la regió d'Ontario va rebre un gran nombre d'immigrants anglesos i irlandesos. La població anglòfona de la colònia del Canadà va créixer ràpidament, i, en la dècada de 1850, ja havia sobrepassat en nombre a la població francòfona, generant una crisi política i social entre la població anglòfona, que se sentia menyspreada pel fet dels francòfons tinguessin el mateix nombre d'escons en l'Assemblea, àdhuc tenint una població menor, i entre la població francòfona, que temia una possible assimilació de la cultura anglòfona.
El 1864, polítics de la colònia del Canadà es van reunir amb polítics de les colònies britàniques de l'Illa del Príncep Eduard, Nova Brunswick, Nova Escòcia i Terranova i Labrador, en tres trobades diferents. Els polítics del Canadà van proposar a les altres colònies britàniques la formació d'una Confederació. D'aquestes colònies, Nova Brunswick i Nova Escòcia van acceptar la proposta del Canadà. L'1 de juliol de 1867, es va crear el Domini del Canadà. L'excolònia del Canadà va ser dividida en dues: Ontario i Quebec. Aquestes dues, més Nova Brunswick i Nova Escòcia, van ser els quatre membres fundadors del Canadà.

### 1867 - 1945
El 1868 es crea l'escut i lema d'Ontario. Com a curiositat cal destacar que el lema (Ut incepit fidelis sic permanent) va ser afegit a l'escut per Sir Henry William Stisted, Primer Governador d'Ontario; que va ser gran amic del General José de Bascarán i Federic (XVII Senyor d'Olvera). En una de les seves visites, Sir Stisted va observar el citat lema en l'escut heràldic que presidia el saló de la casa del General Bascarán i després de pensar que representava a la perfecció els sentiments dels ontarenys li va sol·licitar al seu amic la pertinent autorització per incloure-ho en l'escut de la ciutat canadenca. Per aquest motiu el lema d'Ontario sigui el mateix que el del Senyoriu d'Olvera.

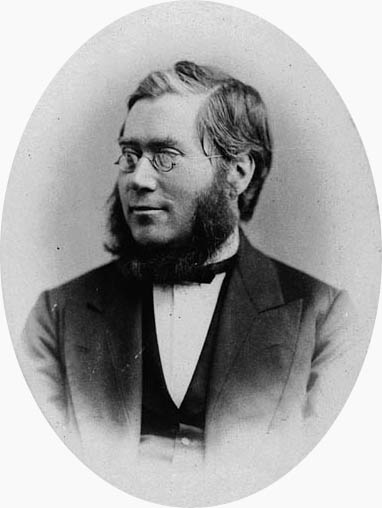
Oliver Mowat.

El jutge Oliver Mowat, segon governador d'Ontario, va lluitar en el Parlament del Canadà per majors drets i poders per als governs provincials. Va assumir el govern d'Ontario el 1872, governant fins al 1896.
La població i l'economia d'Ontario van créixer lentament en les seves dues primeres dècades com a província. A pesar que l'agricultura s'hagués enfortit a la regió, i que s'haguessin desenvolupat algunes indústries, moltes persones van deixar Ontario –així com Canadà– i van marxar als Estats Units, a la recerca de millors salaris i condicions de vida.
Finalment, l'agricultura d'Ontario, gràcies a l'ocupació de modernes pràctiques agro-ramaderes (en aquella època), es converteix en la major font d'ingressos de la província fins a la dècada de 1910. El 1883, es descobreix la major mina d'alumini i de zinc del món (d'aquella època), a Sudbury. Aquestes mines van romandre intactes durant nou anys, fins que fos descobert un procés barat i eficient per separar l'alumini del zinc. La mineria d'aquests minerals es va iniciar el 1892, i immediatament es va convertir en una de les principals fonts d'ingressos de la província.
L'economia d'Ontario va passar a desenvolupar-se ràpidament des de començaments del segle xx. Van seguir descobrint-se diverses mines, especialment d'or i plata. Al mateix temps, es van crear fàbriques i centrals hidroelèctriques, estimulant així el creixement demogràfic de la província. La indústria de la fusta també es va fer important. Amb l'inici de la Primera Guerra Mundial, el 1914, en la qual Canadà va participar activament, l'economia d'Ontario va créixer ràpidament, amb la construcció de diverses fàbriques en diverses ciutats. Al final de la guerra, el 1918, aquestes fàbriques, que anteriorment fabricaven armes i materials militars, van passar gradualment a fabricar automòbils i equipaments de comunicació com ràdios i telèfons. Aquest creixement econòmic, estimulat també pel descobriment de mines de ferro en el nord de la província, van atreure a nombrosos immigrants; finlandesos, noruecs i quebequesos van emigrar en gran nombre cap a Ontario. En aquesta època, Ontario –anteriorment una petita franja de terra que s'estenia per l'est del llac Huron fins al Quebec– s'havia expandit fins a arribar als seus límits actuals.
La Gran Depressió va posar fi a aquest creixement econòmic. El problema de la desocupació va passar a ser un gran problema –les taxes de desocupació van arribar a un màxim del 30 %. Diverses empreses van fallir, moltes fàbriques i botigues van tancar, mentre que altres van començar a acomiadar treballadors per retallar costos. Les granges van acumular grans deutes. Malgrat això, el creixement demogràfic d'Ontario va créixer de la mateixa manera, a causa dels emigrants vinguts d'altres parts del Canadà, amb l'esperança de trobar ocupació en una de les grans ciutats de la província, i per l'arribada de jueus alemanys a partir de 1933, quan el règim nazi d'Adolf Hitler va arribar al poder a Alemanya. Aquesta depressió va acabar el 1939, amb l'inici de la Segona Guerra Mundial, quan Ontario va tornar a conèixer un gran creixement econòmic.

### 1945 - Actualitat

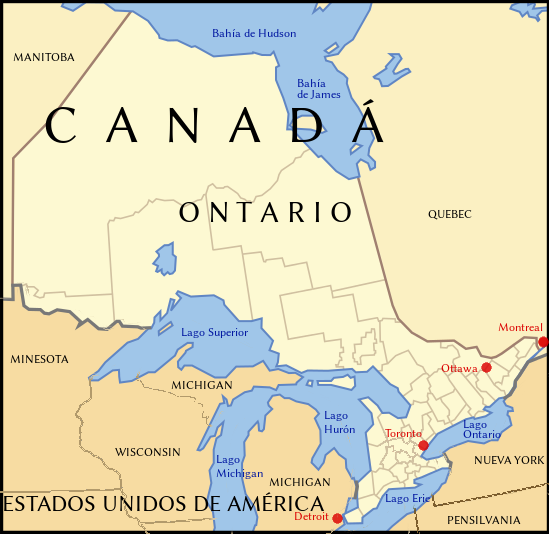
Mapa d'Ontario.

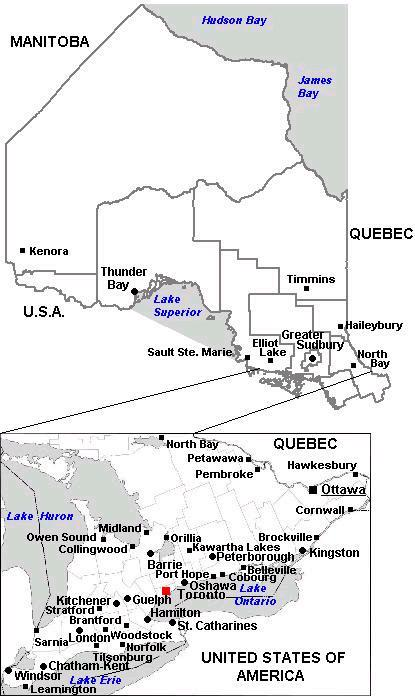
Mapa d'Ontario.

Amb la fi de la Segona Guerra Mundial el 1945, Ontario va rebre molts immigrants de diversos països europeus, que estaven arruïnats a causa de la guerra. Un gran nombre d'anglesos, alemanys, escocesos, polonesos i neerlandesos van emigrar al Canadà. Entre 1945 i 1970, la població de la província va augmentar de 4,5 milions a més de 7 milions d'habitants. Aquesta època també va ser de gran desenvolupament econòmic, el major de tota la història d'Ontario. En tan sols cinc anys, entre 1945 i 1950, la producció industrial de la província es va duplicar, i es duplicaria una altra vegada més entre 1950 i 1960.
El 1945, es construeix la primera central nuclear canadenca, el 1952 es troba la major mina d'urani del món a Elliot Lake, el 1960 s'inaugura el primer accelerador de partícules del país, a la dècada de 1950 es construeixen diversos gasoductes, i el 1960, Hamilton es converteix al major centre siderúgic de l'Amèrica del Nord, sobrepassant a Pittsburgh. El 1962, s'inaugura a Rolphton la primera central nuclear per a generació d'electricitat per a ús comercial. El 1967, es construeix una nova central nuclear a Darlington, i el 1971, s'inaugura una altra més a Pickering. Tots aquests esdeveniments van ocórrer a Ontario, entre les dècades de 1940 i 1970.
El 1965, els governs canadenc i estatunidenc van subscriure un tractat de lliure comerç per als automòbils en general. Això va beneficiar a Ontario, que llavors ja era un gran centre industrial automobilístic. Aquest gran creixement econòmic va convertir gradualment a Toronto al principal centre financer i industrial del Canadà. Gradualment, les empreses anteriorment radicades a Mont-real van començar a transferir les seves seus a Toronto. A més d'això, l'aprovació de la Llei 101 el 1977 –que convertia en obligatori l'ús del francès en totes les empreses amb més de 50 operaris instal·lades en el Quebec– va fer que diverses institucions financeres es mudessin de Mont-real a Toronto. La borsa de valors de Toronto va passar a ser l'única oficial per a les transaccions internacionals el 1999, substituint la de Mont-real.
El 1972, el govern d'Ontario va començar a cobrir els serveis hospitalaris per als ancians i els pobres. En tres anys, aquesta cobertura es va estendre a tots els habitants de la província. En la dècada de 1970, Ontario es va convertir en un centre turístic cada vegada més conegut mundialment, fent del turisme una font d'ingressos cada vegada més important en l'economia de la província. Durant la dècada de 1970, i fins al començament de la dècada de 1980, Canadà va passar per una gran recessió econòmica. Els efectes d'aquesta recessió van tenir menys efectes a Ontario que en la resta del país gràcies a la diversitat i per la força de la seva economia.
No obstant això, Ontario va enfrontar seriosos problemes durant la dècada de 1980 i els primers anys de la dècada de 1990, quan el dèficit provincial i els deutes de la província van créixer dràsticament, disminuint el creixement de l'economia d'Ontario. El 1995, Michael Harris es va convertir en governador d'Ontario. Harris va retallar despeses provincials a l'àrea de salut, educació i benestar social, així com retallades als pressupostos destinats a les ciutats. Harris també va disminuir l'impost sobre la renda de la província, en una temptativa de crear llocs d'ocupació. Aquestes mesures van fer efecte, i l'economia d'Ontario va tornar a créixer.
El 1997, el govern d'Ontario va decidir fusionar la ciutat de Toronto amb altres 5 ciutats veïnes, en una única Ciutat de Toronto. Aquest canvi va ocórrer en 1998. El 1999, el govern de la província va efectuar fusions semblants a Ottawa, Greater Sudbury i Hamilton (aquestes fusions van tenir efecte el 2001). El 2003, l'economia de la província va entrar de nou en declivi, amb l'amenaça de la pneumònia asiàtica que va contagiar a centenars d'habitants a Toronto, i va matar a 44 persones. Només a partir de 2005 l'economia d'Ontario va tornar de nou a créixer.

## Geografia i entorn

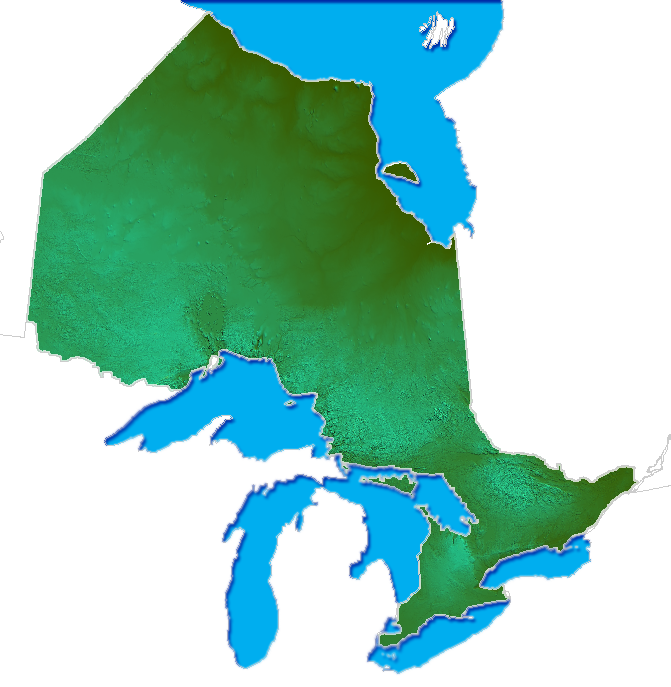
Relleu d'Ontario.

Ontario limita al nord amb la badia de Hudson i la badia de James, a l'est amb el Quebec, a l'oest amb Manitoba i al sud amb els estats americans de Minnesota, Michigan, Ohio, Pennsilvània i Nova York. La llarga frontera entre Ontario i els Estats Units està delimitada en gran part per obstacles naturals com a llacs i rius. La sèrie d'aquests obstacles naturals comença en el Lake of the Woods, passa pels Grans Llacs (Superior, Fura, Erie i Ontario), i acaba en el riu Sant Llorenç.
Ontario posseeix extensos boscs boreals, que cobreixen aproximadament el 43 % de la província (466 mil km² de 1.076 mil km²).

### Regions geogràfiques

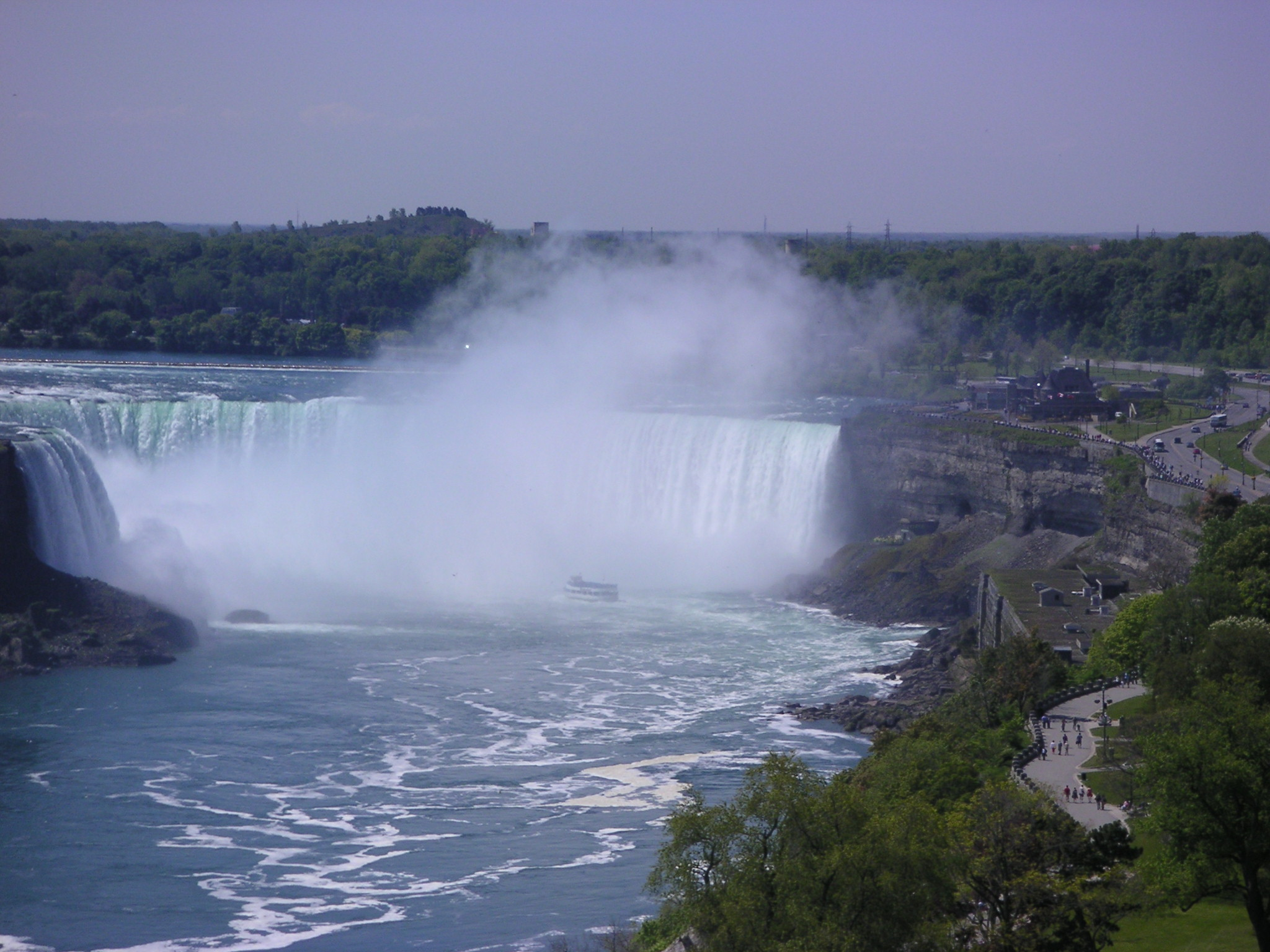
Les Cascades del Niàgara.

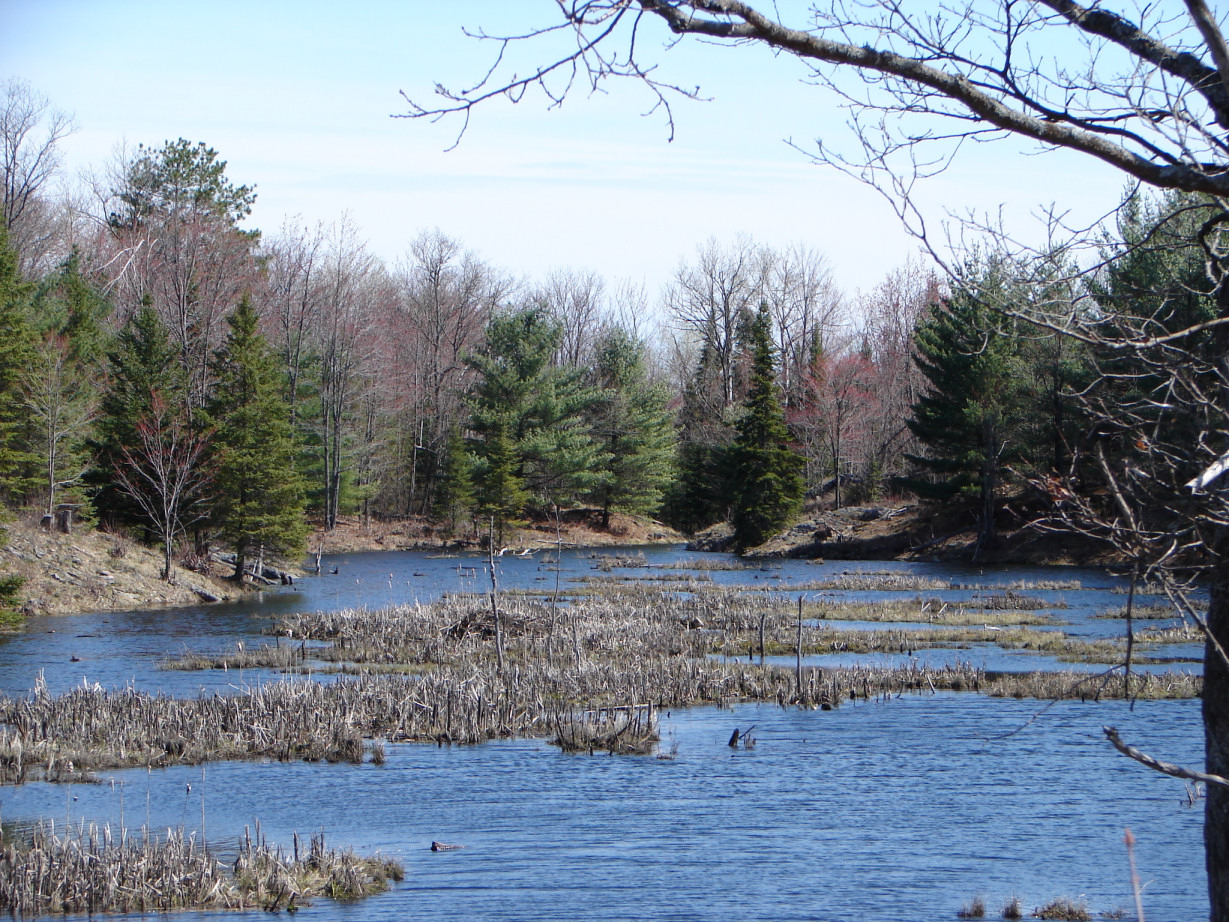
El Kawartha Highlands Provincial Park.

Podem dividir la província en quatre grans regions geogràfiques:
- Les Planes de la Badia de Hudson s'estenen al llarg del nord de la província. Es caracteritzen pel seu sòl rocós i pobre, gairebé impermeable.
- L' Escut Canadenc, una vasta regió que abasta l'est d'Ontario, al sud de la badia de Hudson i al nord del llac Superior i del llac Fura, i que s'estén fins al centre-aquest de la província. Es caracteritza pel seu terreny accidentat, la seva presència de petits rierols i llacs i vasts boscos boreals. En aquesta regió es localitza el punt més alt d'Ontario, el Ishpatina Ridge, de 693 metres d'altitud.[17] La regió posseeix grans mines, que van fer de la mineria una de les principals fonts d'ingressos de la província fins a la dècada de 1970. El sud d'aquesta regió és raonablement fèrtil i el seu clima no és tan rigorós com en el nord, permetent l'existència de grans ramats de vaques en el sud d'aquesta regió, que s'alimenten de l'herba que creix allà.
- Les Planes dels Grans Llacs es localitzen al sud del llac Fura, a l'est del riu St. Clair, al nord del llac Erie i al sud de l'Escut Canadenc. És una regió extremadament fèrtil, on es conreen el 70% dels productes alimentosos d'origen vegetal. És també la regió més habitada: prop d'un 60% de la població de la província viuen en ciutats de les Planes dels Grans Llacs. Altres característiques destacades són la seva altitud, i la presència de les Cascades del Niàgara.
- Les Planes de Sant Llorenç, la menor de les quatre regions. S'estén immediatament al nord-est de les Planes dels Grans Llacs, al sud-est de l'Escut Canadenc i al nord del riu Sant Llorenç. És una regió de baixa altitud, amb un sòl fèrtil, ideal per l'agricultura. El 20% dels productes alimentosos d'origen vegetal es conreen aquí.

### Hidrografia

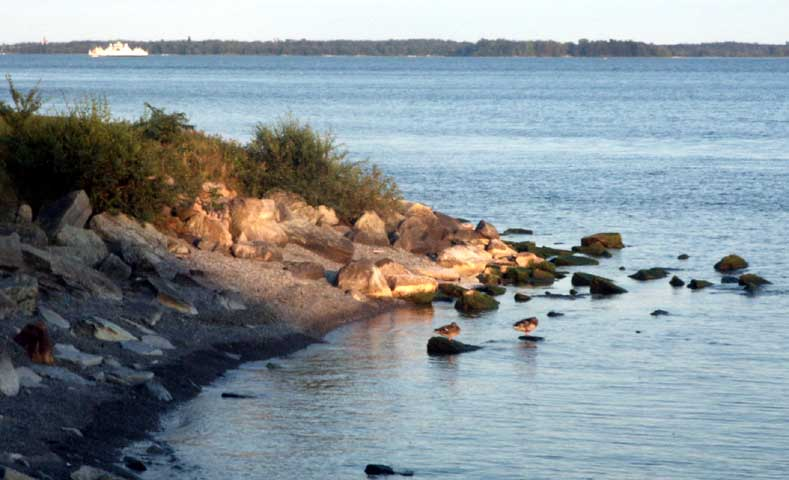
Litoral canadenc del llac Ontario.

El litoral d'Ontario compta amb 3.840 quilòmetres, al llarg dels llacs Superior, Fura, Erie i Ontario. Explicant totes les regions banyades pels Grans Llacs –badies, estuaris i illes al llarg del litoral de la província amb els Grans Llacs– aquest nombre augmenta a 8.452. La major illa del món a estar totalment localitzada dins d'un continent és l'Illa Manitoulin, localitzada en el llac Fura, amb 2.765 km² d'àrea. Gran part de la província està coberta per rius i llacs. En total, les masses d'aigua cobreixen aproximadament un 14,7 % de la província, o, cosa que és el mateix, un sisè d'Ontario. La província posseeix més de 250.000 llacs, i més de 100.000 quilòmetres de rius.
Els Grans Llacs cobreixen prop de la meitat la superfície total dels aproximadament 177.390 km² d'aigües interiors. Precisament, han estat el riu Sant Lorenzo i els Grans Llacs els que han atret a exploradors, comerciants, soldats i colons cap al cor del continent. Més recentment, els nombrosos llacs i rius d'Ontario han permès l'explotació de la energia hidroelèctrica i el desenvolupament d'una major industrialització.

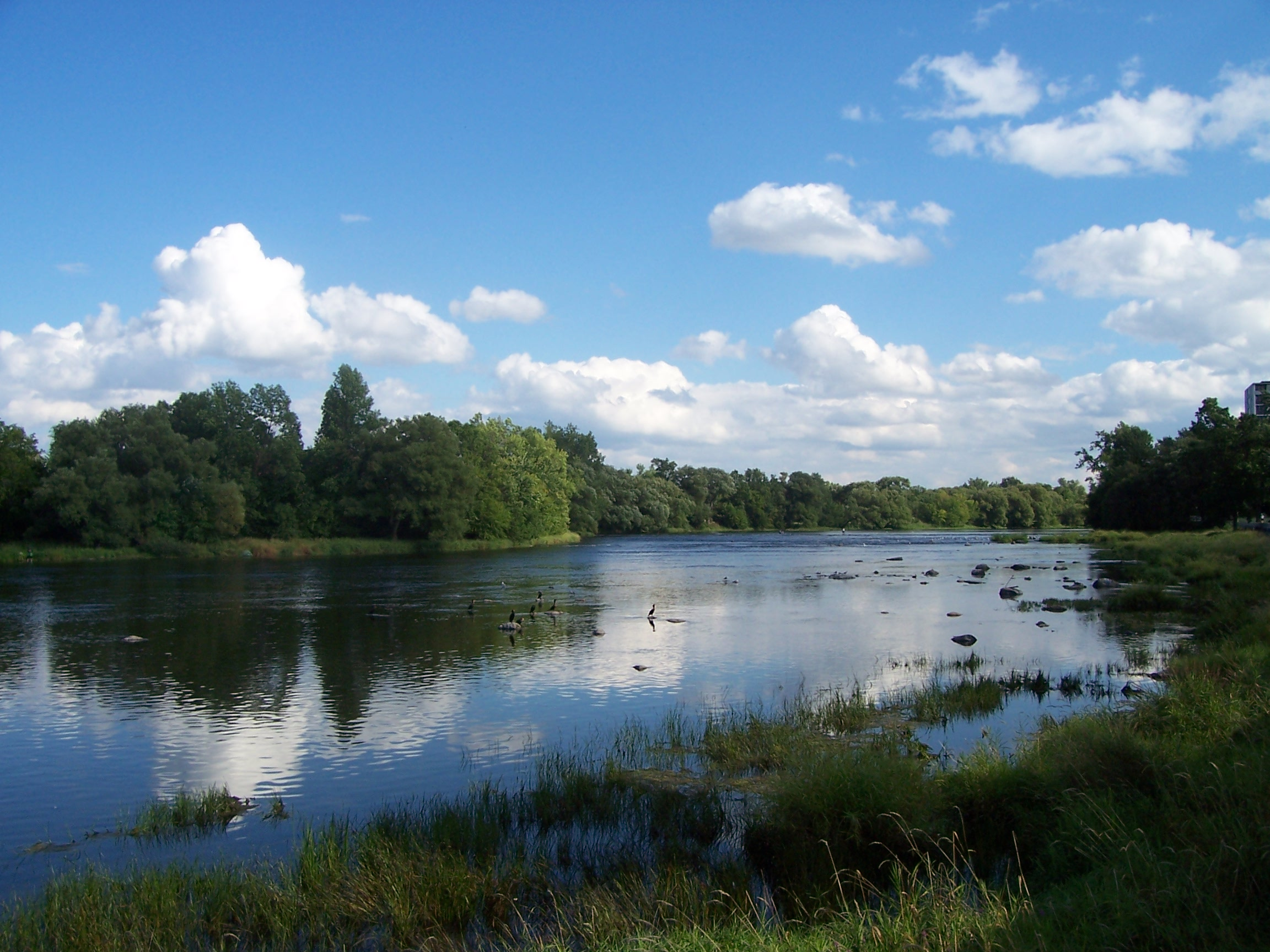
El riu Rideau, en Ottawa.

Les abundants pluges alimenten els cursos d'aigua de la província d'Ontario (en la majoria de les regions de la província és precipitació de neu). Les precipitacions són bastant regulars en el sud i el centre, on les variacions entre el hivern i el estiu o entre la primavera i el tardor no són particularment destacables. No obstant això, les precipitacions hivernals i primaverals són menys abundants en el nord i el nord-oest.
La conca dels Grans Lagos drena la major part de les aigües de la meitat sud de la província al llarg de la frontera sud, la qual cosa representa un cabal anual mitjà de 5.700 m³/s d'aigua cap al riu Niàgara.
Al contrari que els rius que connecten els Grans Llacs, i el volum dels quals d'aigua no experimenta grans variacions d'un mes a un altre, els rius interiors augmenten el seu durant l'època de desglaç, amb el consegüent risc de inundacions.

### Clima

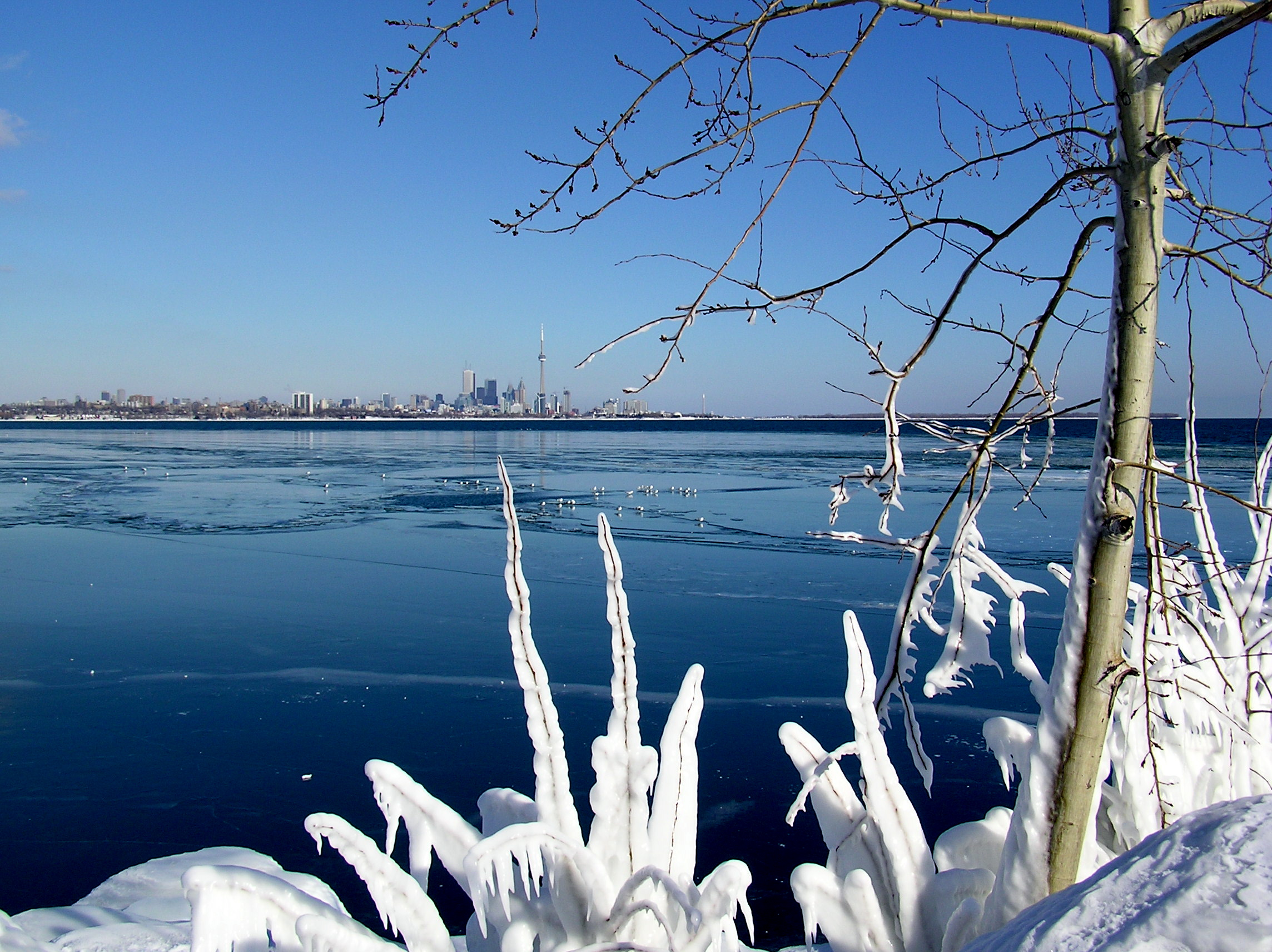
Llac gelat a Ontario. La ciutat del fons és Toronto.

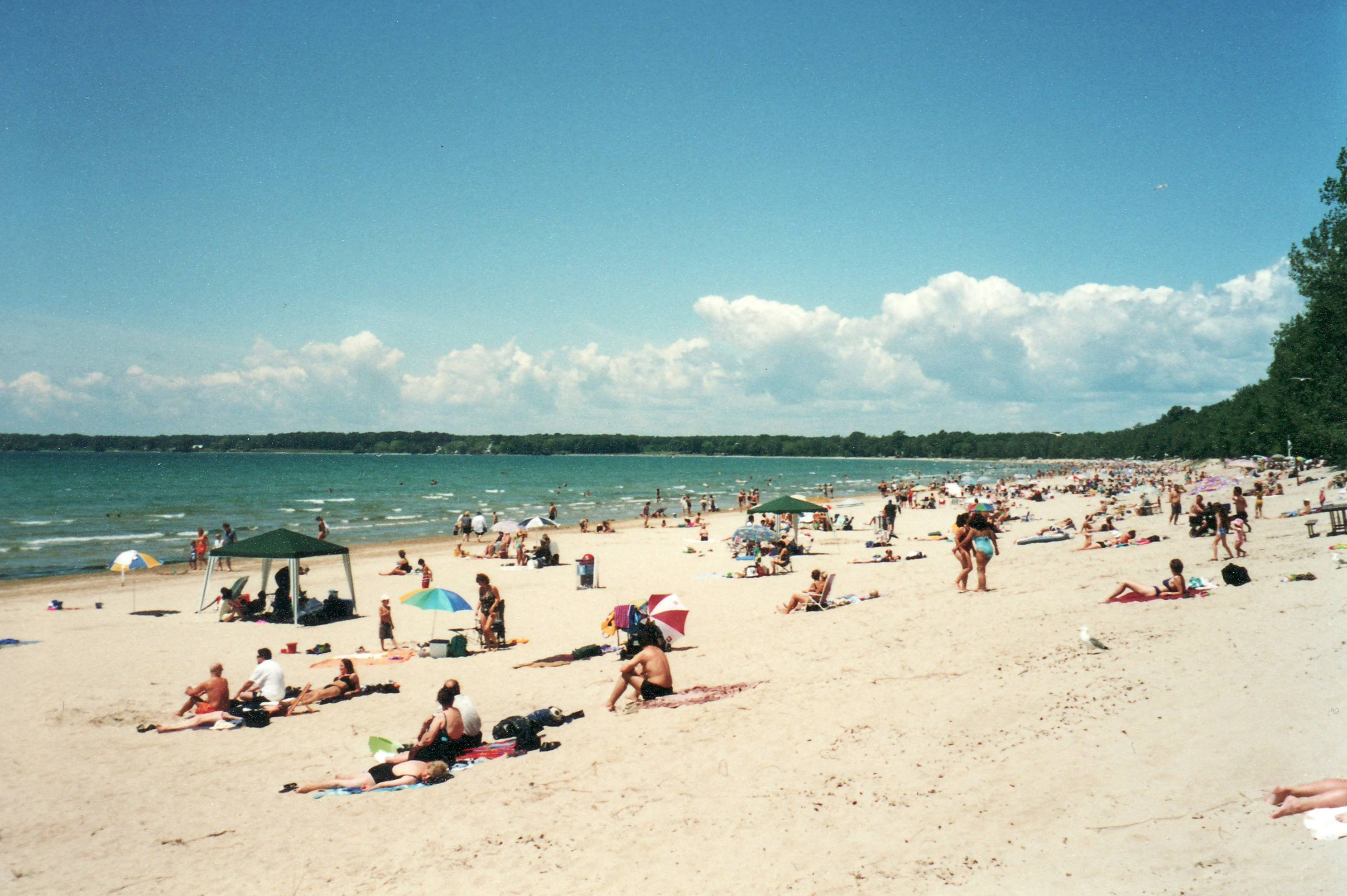
Estiu al Sandbanks Provincial Park, al llac Ontario.

Ontario gaudeix d'un clima temperat en la major part del seu territori, si bé les regions en l'extrem nord de la província tenen un clima semipolar. La presència dels Grans Llacs suavitzen els hiverns al llarg del seu litoral. La temperatura mitjana baixa a la mesura en què augmenta la latitud. El sud d'Ontario en general posseeix estius càlids i hiverns freds. En el nord de la província fa fred durant gairebé tot l'any.
Les temperaturas mitjanes del sud de la província, a l'hivern, són de -8°C, amb mínimes entre -42 °C i 1 °C, i màximes entre -35 °C i 12 °C. La mitjana de les màximes és de -1 °C, i la mitjana de les mínimes és de -8 °C. A l'estiu, el sud de la província registra màximes de fins a 38 °C, i mínimes de fins a 9 °C. La mitjana de les màximes és de 26 °C, i de les mínimes, de 15 °C. En l'extrem nord de la província, la temperatura mitjana a l'hivern és de -25 °C, i, a l'estiu, de 7 °C. La major temperatura registrada va ser de 42 °C, mesura en Atikokan, els dies 11 i 12 de juliol de 1936, i en Fort Frances, el 13 de juliol de 1936. La menor temperatura registrada va ser de -58 °C, en Iroquois Falls, el 23 de gener de 1935.
Les taxes de precipitació mitjana anual de pluja varien entre 60 i 70 centímetres en el nord de la província, i entre 80 i 90 centímetres en el sud. A l'hivern, en el sud de la província, neva de mitjana cada 2 dies. Les taxes de precipitació mitjana anual de neu varien entre 123 centímetres en l'extrem nord fins a 267 centímetres en el sud d'Ontario.
| Toronto                         | Toronto | Toronto | Toronto | Toronto | Toronto | Toronto | Toronto | Toronto | Toronto | Toronto | Toronto | Toronto | Toronto |
| Mes                             | Ena     | Feb     | Mar     | Abr     | May     | Jun     | Jul     | Ago     | Sep     | Oct     | Nov     | Dic     | Any     |
| ------------------------------- | ------- | ------- | ------- | ------- | ------- | ------- | ------- | ------- | ------- | ------- | ------- | ------- | ------- |
| Temperatura màxima mitjana (°C) | -2,2    | -1,7    | 3,9     | 11,1    | 18      | 22,7    | 26,1    | 25      | 20      | 13,3    | 6,6     | 0,6     | 12,2    |
| Temperatura mínima mitjana (°C) | -9,5    | -9,5    | -4,5    | 1,7     | 7,2     | 12,2    | 15,5    | 14,5    | 10      | 3,9     | -0,6    | -6,7    | 2,7     |
| Precipitació (mm)               | 48      | 46      | 81      | 66      | 66      | 66      | 71      | 81      | 71      | 64      | 66      | 61      | 765     |
| Font: Weatherbase               |         |         |         |         |         |         |         |         |         |         |         |         |         |

### Fauna i flora

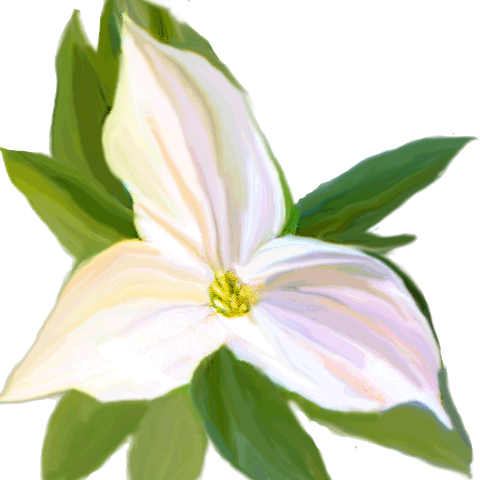
El Trillium grandiflorum és la flor provincial d'Ontario.

El clima relativament temperat del sud de la província permet el desenvolupament d'una àmplia varietat de plantes, tant natives com a procedents d'Europa.
Moltes espècies d'aus migratòries travessen Ontario cada any: Point Pelee és el punt de trobada de les papallones monarca en la seva migració anual. En la localitat de Aylmer solen fer una parada els 60.000 cignes de la tundra que emigren a l'Àrtida tots els anys.
Les espècies aquàtiques més comunes en els rius i llacs de la província són el lucio nord-americà i la truita. En el nord viuen caribúés, alcis, bous almizcleros, castors, àguiles i llops. Els ossos polars viuen en l'extrem nord, al llarg de la badia de Hudson.

## Govern i administració

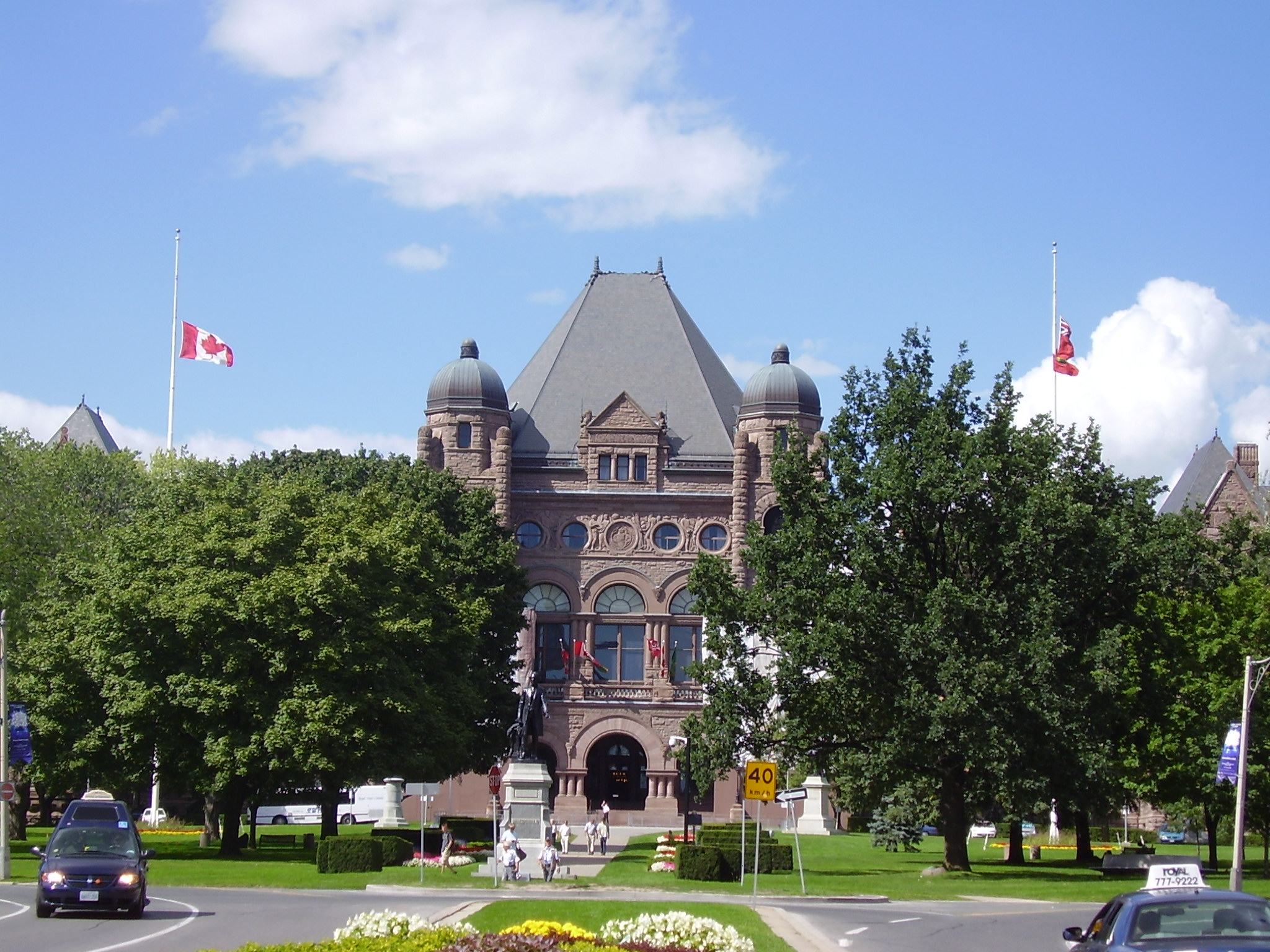
Vista de l'Assemblea Legislativa d'Ontario, a la capital provincial, Toronto.

Ottawa, la capital del Canadà, es localitza a Ontario, a l'extrem oriental de la província, a la frontera d'Ontario amb el Quebec. La capital d'Ontario és Toronto.
El major oficial d'Ontario, en teoria, és el Tinent Governador (Lieutenant Governor). El Tinent Governador representa el cap d'estat del Canadà, actualment, el Rei Carles III, i és triat pel Primer Ministre del Canadà, juntament amb el Governador de la província.No obstant això, el Tinent Governador no posseeix cap poder teòric en la política de la província. En la pràctica, el líder d'Ontario és el Governador (Premier). Des de l'inici de la història d'Ontario com a província del Canadà, el títol oficial d'aquest Governador era Premier. En 1906, aquest títol va ser canviat a Prime-Minister, primer ministre. En 1972, el primer ministre provincial d'Ontario va decidir tornar a cridar a aquest títol Premier.
Les eleccions provincials tenen lloc generalment cada cinc anys, encara que a vegades, especialment quan el partit polític en el poder no mantingui suficient suport popular o polític, puguin ocórrer abans d'aquest termini ?cas que el Tinent Governador, indicat pel Governador, així ho desitgi. Ontario està dividit en 103 districtes electorals. Durant les eleccions, els electors de cada districte –que han de tenir més de 18 anys i ser ciutadans canadencs per poder votar– voten a un representant. El vencedor de les eleccions en un districte electoral dau representarà a aquest districte en l'Assemblea Legislativa de la província. El Governador d'Ontario serà el líder del partit polític que, al final de les eleccions, posseeixi més membres en l'Assemblea Legislativa.

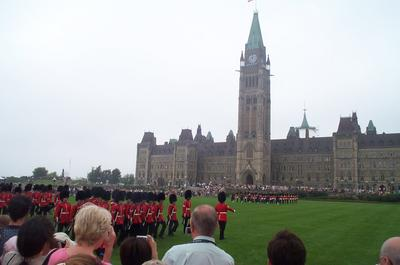
El canvi de guàrdia en el Parlament del Canadà, a la capital del país, Ottawa.

El poder legislatiu d'Ontario és la Assemblea Legislativa, que té el poder de crear i aprovar les lleis provincials. Està composta per 103 membres, cadascun representant de cadascun dels 103 districtes electorals de la província. El període d'ofici màxim dels membres de l'Assemblea, així com del Governador, és de 5 anys. Abans de les eleccions, l'Assemblea es dissol. Tots els membres de l'Assemblea, incloent el Governador, poden participar en les eleccions quantes vegades vulguin.
L'any fiscal de 2006, el 75 % de tots els ingressos pressupostaris del govern d'Ontario provenien dels imposts provincials, tals com l'imposat sobre la renda o imposats sobre el valor afegit. El restant ve de pressupostos rebuts del govern federal i de préstecs.

### Regions administratives
Ontario posseeix dos nivells bàsics de subdivisions polítiques, cridades regions administratives o divisions de censo. Les municipalitats regionals, els comtats i els districtes són subdivisions que agrupen varis a municipis. Els habitants d'un municipi donat dins d'aquestes subdivisions esmentades més amunt reben serveis governamentals tant del municipi com d'aquestes subdivisions ?excepte en el cas dels districtes, on són les ciutats o la província d'Ontario les que proporcionen tots els serveis públics. Els habitants de municipalitats-independents, que no formen part de cap de les subdivisions esmentades a dalt, reben serveis només d'aquesta municipalitat, i no del municipi, en cas que la municipalitat en qüestió agrupi a més d'una vila o ciutat. La majoria d'aquestes municipalitats, no obstant això, estan compostes per una única ciutat i, per tant, poden ser considerades també com una ciutat pròpiament aquesta.
En 1996, el nombre de municipis de la província era de 815 i el nombre de municipalitats regionals, de 13. Des de 1996, la província d'Ontario ha fusionat diverses d'aquests municipis i municipalitats entre si. El nombre de municipis va ser reduït a 447 i el nombre de municipalitats regionals a vuit. A més d'això, es van crear quatre ciutats independents, resultants de la fusió de diversos municipis en una única gran ciutat: Toronto, Ottawa, Sudbury i Hamilton. També es van afegir dos nous comtats. La meitat de tots els municipis d'Ontario posseeix menys de cinc mil habitants. La major part del nord de la província, per estar tan escassament poblada, no està organitzada en subdivisions tals com a comtats o municipalitats regionals.
Els comtats i les municipalitats regionals proporcionen serveis regionals tals com a vigilància policial, habitatge i educació, per a les ciutats i les viles veïnes que són massa petites per implicar amb els costos d'aquests serveis.

## Política
La política d'Ontario s'ha caracteritzat sempre pel seu sistema tripartit. En les últimes dècades, el Partit Liberal d'Ontario, el Partit Progressista Conservador d'Ontario i el Nou Partit Democràtic d'Ontario han governat la província almenys una vegada.
Actualment Ontario està sota un govern liberal encapçalat pel Premier Dalton McGuinty.
En el camp federal, Ontario és coneguda per ser la província que ofereix més suport al Partit Liberal del Canadà. La majoria dels 101 escons actuals del partit en la Cambra dels comuns del Canadà provenen d'Ontario. Atès que Ontario compta amb més escons que qualsevol altra província del Canadà, guanyar vots en aquesta província és crucial per a qualsevol partit que aspiri guanyar unes eleccions federals.

## Demografia

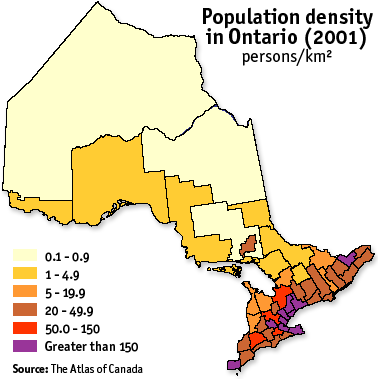
Densitat de població d'Ontario.

Ontario és la província més poblada del Canadà. Més del 80% de la població d'Ontario viu en ciutats, i aquesta taxa està augmentant. Aquesta província posseeix més grans ciutats que qualsevol altra província canadenca.
El cens nacional canadenca de 2001 va estimar la població d'Ontario en 11.410.046 habitants, un creixement del 6% sobre l'estimació del cens de 1996, de 10.753.573 habitants. Més del 92% de la població de la província viu en una estreta franja que va de Windsor fins a Ottawa. Aquesta regió comprèn només un 12% de l'àrea d'Ontario. La regió metropolitana de Toronto concentra, sola, 5,6 milions d'habitants, i la regió metropolitana d'Ottawa posseeix altres 1,1 milions.
Font: Statistics Canada

### Composició ètnica

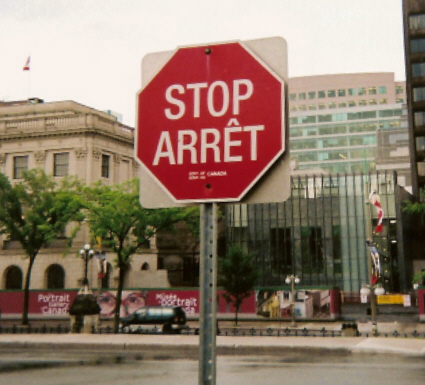
Senyal d'estop bilingüe a Ottawa, un exemple de bilingüisme a nivell del govern federal.

Composició racial de la població d'Ontario:

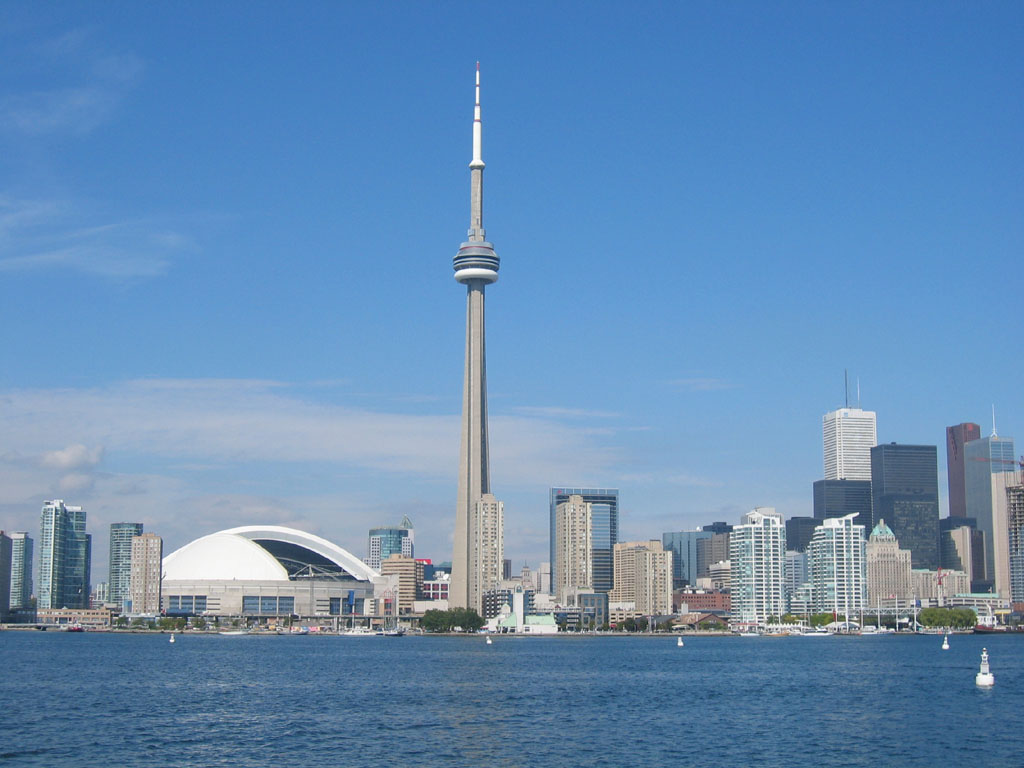
Toronto.

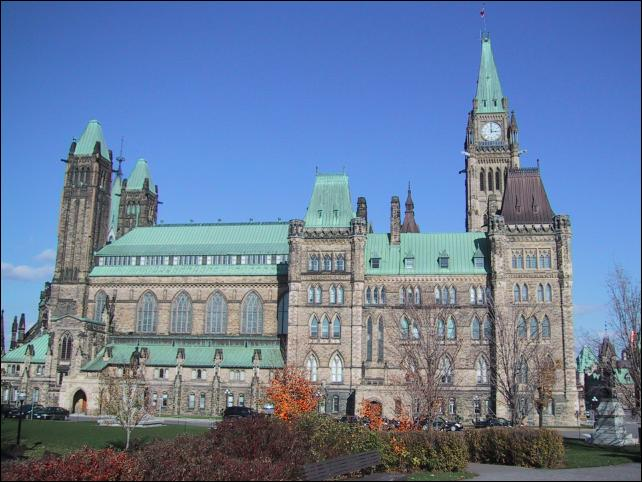
El Parlament del Canadà, a Ottawa.

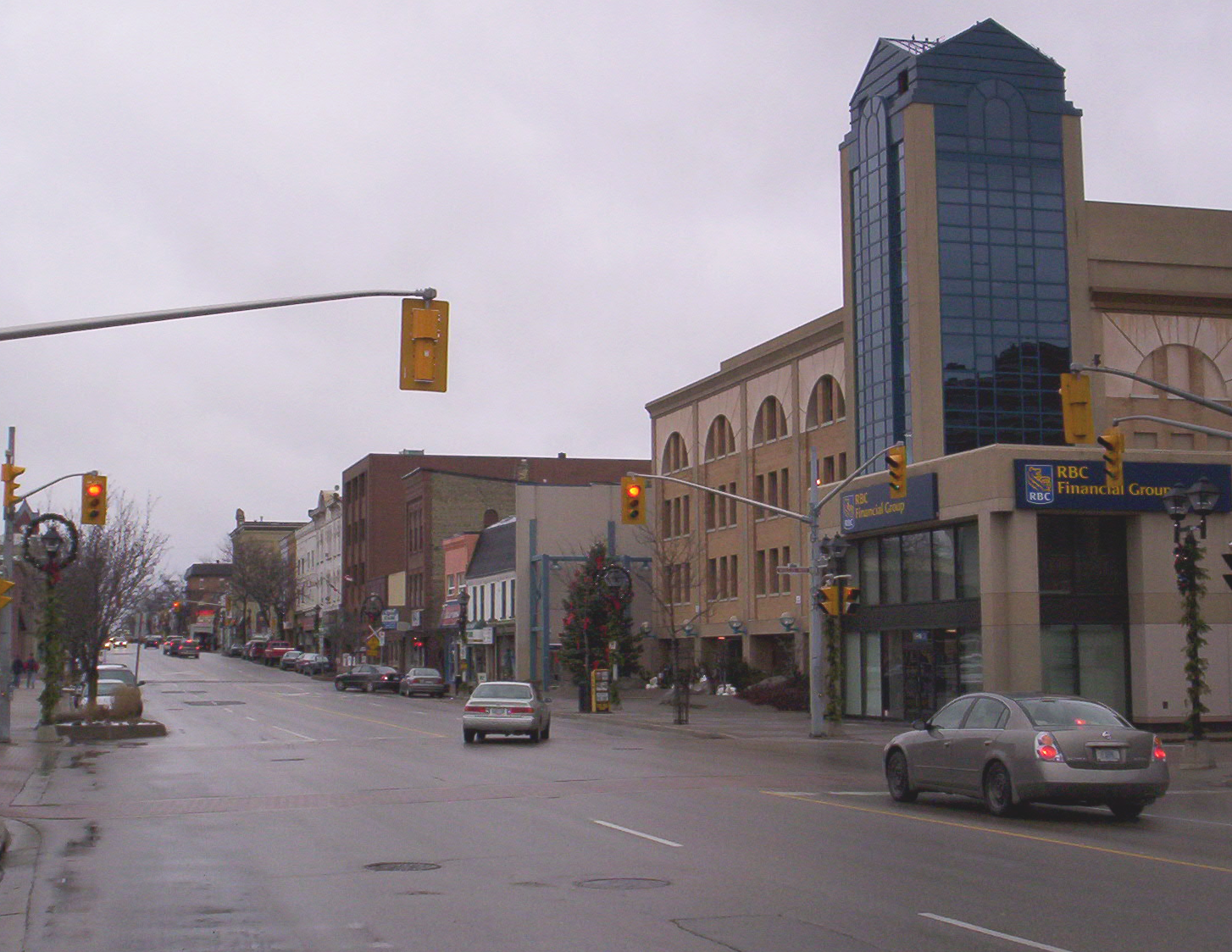
Waterloo.

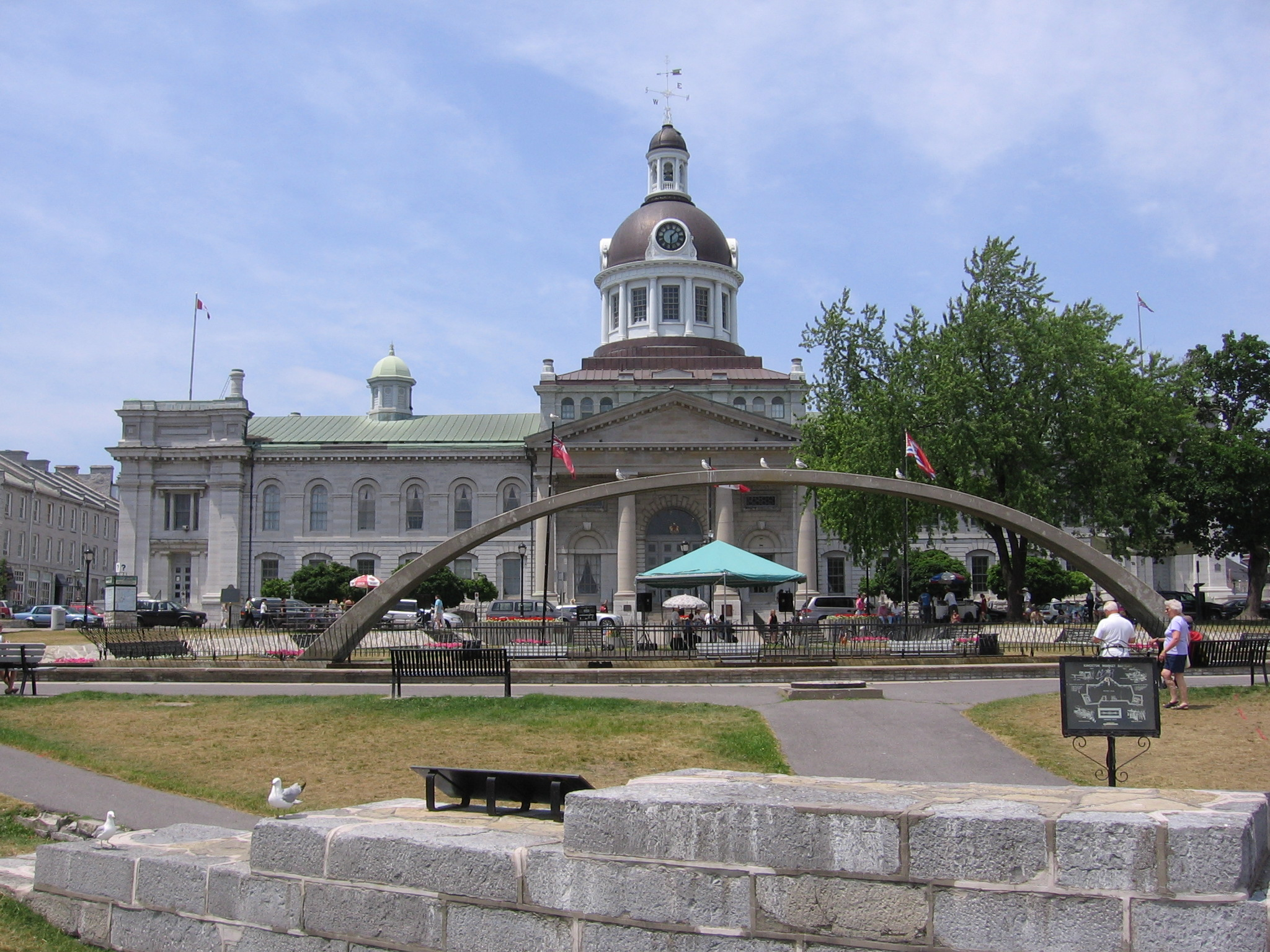
Kingston.

- 80,9 % Blancs - Principals ètnies: anglesos, irlandesos, escocesos, francesos, alemanys i italians.
- 4,9 % Sud-asiàtics
- 3,9 % Hispans
- 3,7 % Xinesos
- 3,6 % Afrocanadencs
- 3,0 % Altres ètnies
- 1,7 % Primeres nacions (aborígens)
- 1,3 % Filipins

Els majors grups ètnics que componen la població d'Ontario són els anglesos, escocesos, irlandesos, francesos, alemanys, italians, xinesos.
Ontario posseeix aproximadament 66 mil nadius indígenes. Un 45% d'ells viu en una de les 186 reserves indígenes administrades per la província, que cobreixen un total de més de 700 mil hectàrees. Altres 150 mil habitants de la província posseeixen ascendència indígena.

### Idiomes
El 2001, el 71,6 % dels habitants d'Ontario tenia com llengua materna l'anglès. Entre la resta de la població, el 4,4 % parlava francès com a llengua materna i el 23,7 % tenia una altra llengua materna.
L'anglès és l'única llengua oficial, encara que els francòfons d'Ontario exerceixen un paper essencial en la vida cultural de la província i conformen la major minoria lingüística. El govern provincial proporciona serveis en francès a les regions on la població francòfona és prou alta, com és el cas de la ciutat de Ottawa, on el francès i l'anglès són cooficials. Toronto té més parlants d'italià que qualsevol altra ciutat fora de Itàlia.

### Religions
Els principals grups religiosos d'Ontario són:
- 34,9 % Protestants
- 34,7 % Catòlics
- 16,3 % Sense cap afiliació religiosa (ateisme, agnosticisme, etc.)
- 3,1 % Musulmans
- 2,7 % Altres cristians
- 2,3 % Cristians ortodoxos
- 1,9 % Hindús
- 1,7 % Jueus
- 1,1 % Budistes
- 0,9 % Sikhs

### Principals ciutats
- Toronto
  - Mississauga
  - Brampton
  - Oakville
  - Oshawa
  - Markham
  - Richmond Hill
  - Vaughan
  - Whitby
  - Pickering
- Ottawa
- Hamilton
  - Burlington
- London
- Windsor
- Kingston
- Kitchener - Waterloo - Cambridge
- St. Catharines - Niagara Falls
- Sudbury
- Thunder Bay
- Sault Ste. Marie
- North Bay
- Timmins

## Economia

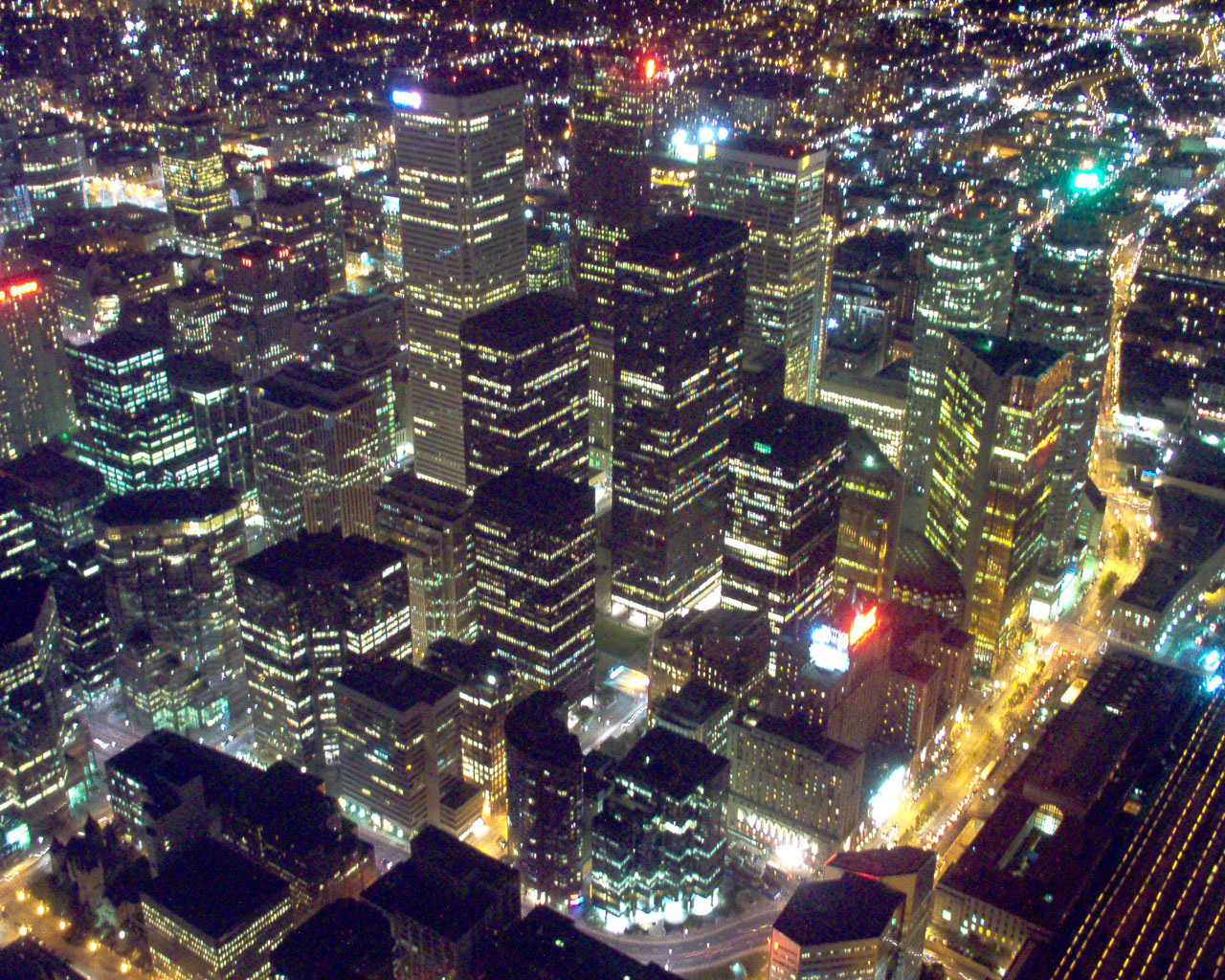
El centre financer de Toronto de nit.

Ontario és una de les subdivisions nacionals més riques i pròsperes econòmicament de l'Amèrica del Nord, gràcies a la seva economia forta i variada, a la seva població en gradual creixement i a l'existència de mà d'obra qualificada. El producte interior brut d'Ontario en 2003 va ser de 538.386 milions de dòlars canadencs (39,3 % del Canadà) i la renda per capita, de 33.428 dòlars. Per la seva banda, la taxa de desocupació se situava en el 6,6 %. L'economia d'Ontario es beneficia de la seva proximitat als grans centres de consum dels Estats Units. La província canadenca està propera a diverses grans ciutats americanes, mercats en potència per als productes canadencs.

### Repartiment per sectors
- El sector primari és responsable d'un 1,5 % del PIB d'Ontario. Actualment, posseeix prop de 67 mil granjas, que ocupen prop d'un 5 % de la província. L'agricultura i la ramaderia empren juntes a prop de 140 mil persones, i corresponen a un 1 % del PIB. La disminució del nombre de granges en les últimes dècades va fer que la grandària mitjana de les granges d'Ontario creixés. La silvicultura correspon a prop d'un 0,5 % del PIB, emprant aproximadament a 90 mil persones. La pesca correspon a menys del 0,01 % del PIB, emprant a prop de mil persones.

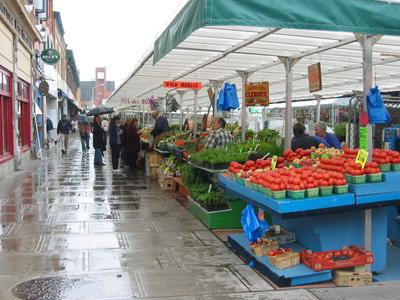
Comprat Byward, en Ottawa.

- El sector secundari és responsable d'un 27,5 % del PIB de la província. La indústria manufacturera és responsable d'un 22 % del PIB provincial, emprant aproximadament a 1,1 milions de persones. La indústria és la major font d'ingressos de la província. La indústria manufacturera d'Ontario empra a més de la meitat de tots els treballadors industrials de tot Canadà. Els principals productes fabricats a Ontario són automòbils, camions i similars, productes electrònics tals com televisions i computadoras, acer (Hamilton és un dels majors centres siderúgicos del món) productes alimentosos i productes químics.

La indústria constructora empra aproximadament a 325 mil persones i és responsable d'aproximadament un 4,5 % del PIB de la província. I la mineria, anteriorment una de les principals fonts d'ingressos de la província, va entrar progressivament en declivi amb la diversificació de l'economia d'Ontario i amb la creixent modernització en aquesta àrea en les últimes dècades –actualment, la mineria correspon a només un 1 % del PIB d'Ontario, emprant a prop de 35,2 mil persones. La província posseeix grans reserves de níquel ?un vuitè del níquel del món és produït a Ontario– cobalt, coure, or, plata i zinc.
- El sector terciari correspon a un 71 % de tot el PIB d'Ontario. Els serveis comunitaris i personals corresponen a un 23 % del PIB provincial, i empren a més de 2,25 milions de persones. Els serveis financers i immobiliaris empren a 390 mil persones, i són responsables d'un 22% del PIB d'Ontario. Toronto és la capital financera del Canadà. El comerç a l'engròs i al detall correspon a un 15 % del PIB de la província, i empra aproximadament a 1,4 milions de persones. Els transports i telecomunicacions empren aproximadament a 46 mil persones i corresponen a un 8 % del PIB de la província. Els serveis governamentals corresponen a un 5 % del PIB d'Ontario i empren a 275 mil persones. Finalment, els serveis públics corresponen a un 3 % del PIB de la província, emprant a prop de 560,3 mil persones. Prop d'un 50 % de l'electricitat generada a Ontario es produeix en centrals nuclears, un 25 % en centrals hidroelèctriques, i la major part del restant es produeix en centrals termoelèctriques en general (que poden utilitzar carbó, petroli o gas natural com a combustible).

### Agricultura, silvicultura i pesca

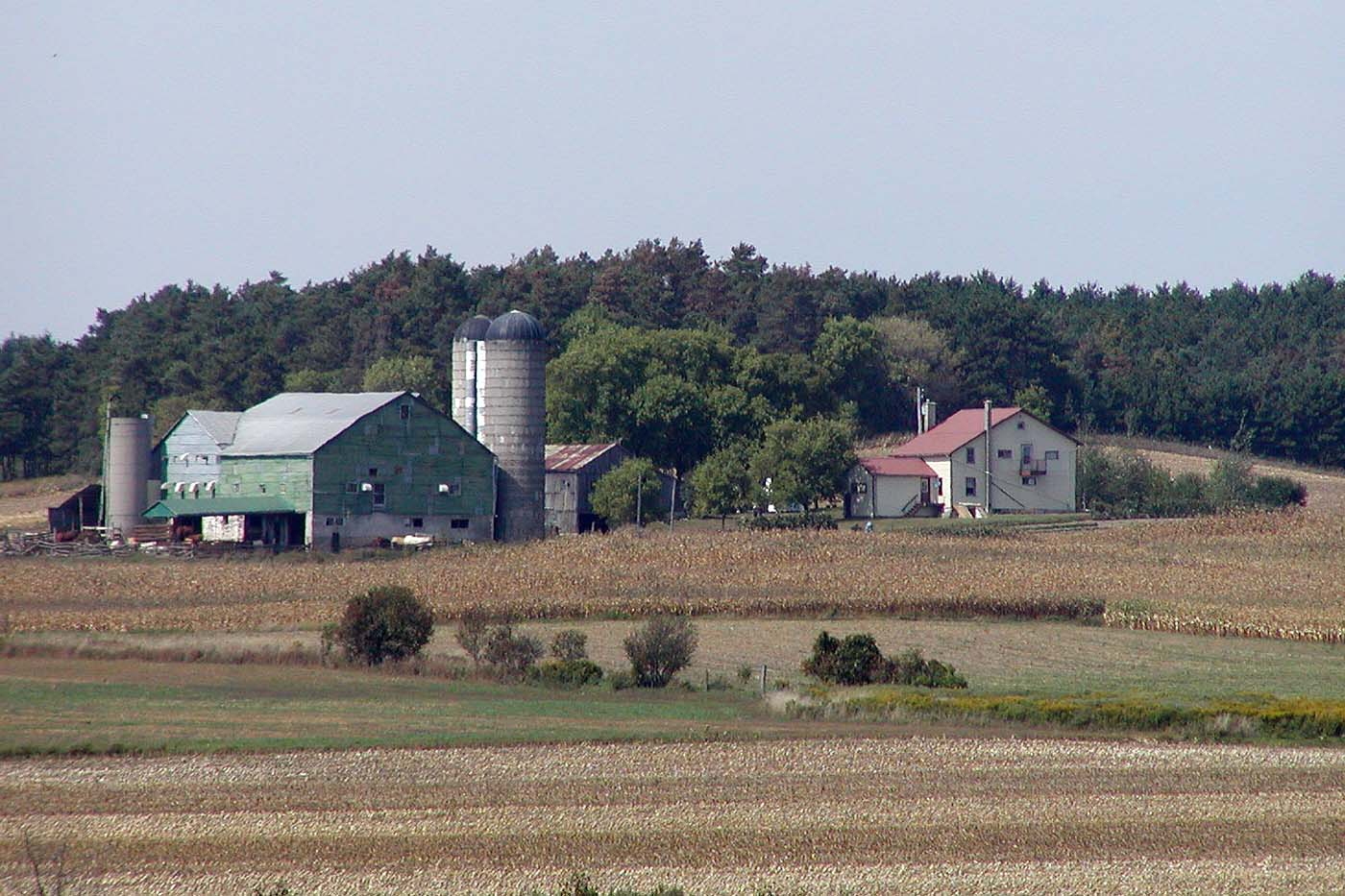
Una granja a Kitchener.

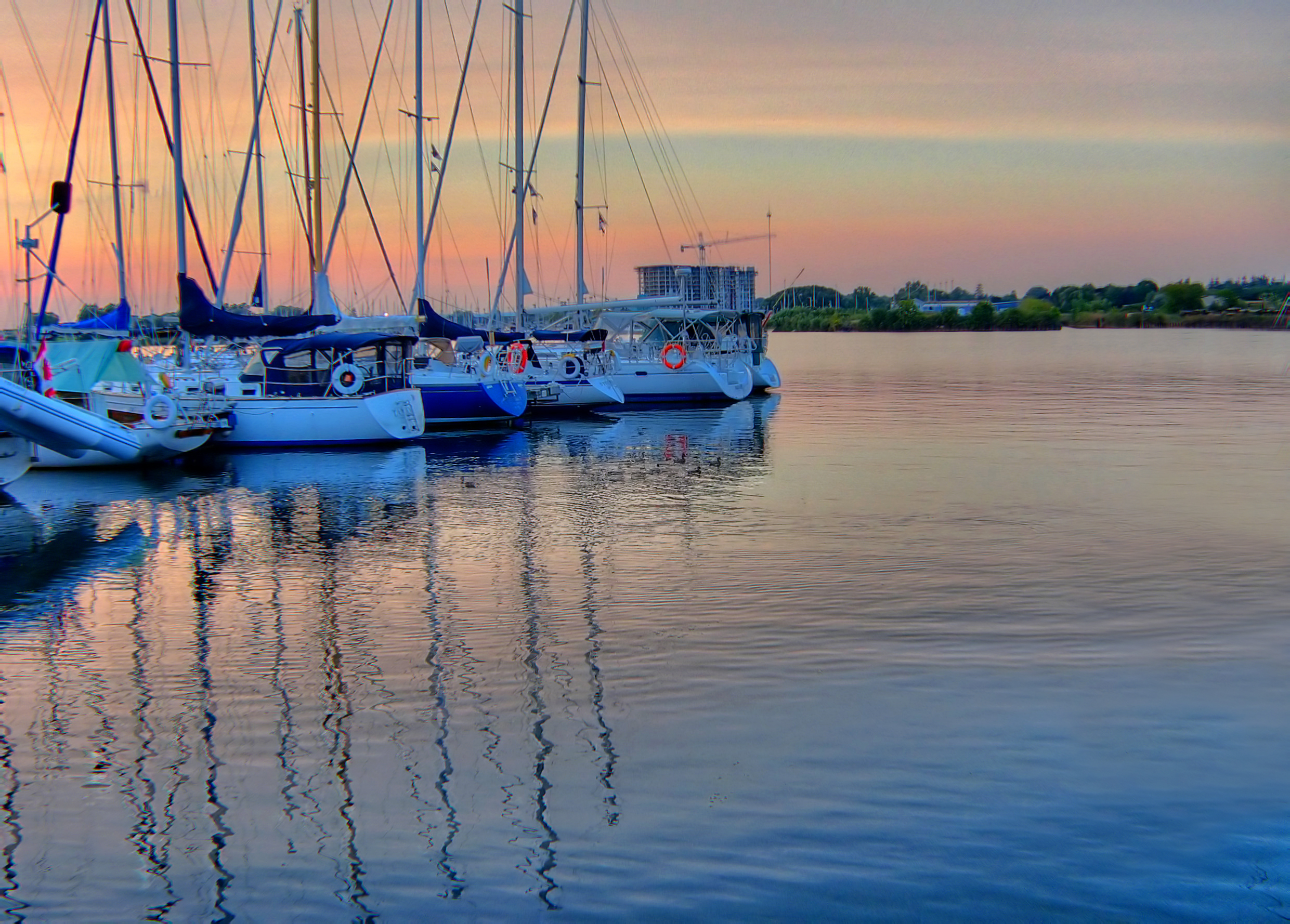
El port de Whitby.

En una altra època el sector dominant, la agricultura ocupa avui a un petit percentatge de la població. La quantitat de granges ha disminuït de 68.633 en 1991 a 59.728 en 2001, encara que han augmentat en grandària mitjana i moltes unes altres s'estan mecanitzant. Les granges de bestiar, els graners i les lletries eren els tipus més comuns segons el cens de 2001. La indústria del cultiu de fruita, raïm i verdura es localitza principalment en la península de Niàgara i al llarg del llac Erie, on també estan situades les granges de tabac. La producció de tabac ha disminuït notablement, la qual cosa ha conduït a un augment de noves alternatives de cultius que estan guanyant una gran popularitat, com les avellanas o el ginseng. La Massey Ferguson Ltd., una de les majors empreses fabricadores d'eines agrícoles del món, va sorgir a Ontario, la qual cosa posa en relleu la importància que va tenir antany l'agricultura en l'economia de la província.
Els boscs cobreixen 700 milions d'hectàrees de la superfície de la província (el 65 %), dels quals només un terç està qualificat com a explotable. La major part (90 %) pertany a la província, la qual cosa significa que les companyies madereras han d'obtenir una autorització del govern abans de començar qualsevol activitat d'explotació. En 2001, els beneficis provinents d'aquesta indústria van ascendir a 18.000 milions de dòlars. Més de 90% de la producció de paper i polpa de paper es destina al mercat americà.
L'antany pròspera indústria pesquera d'Ontario ha conegut un desastre considerable. Això és hagut de, entre altres factors, a les captures excessives i a la deterioració de la qualitat del aigua del llac Erie.
A causa d'aquest declivi, aquest sector té una contribució molt petita a l'economia provincial, si bé encara és una important font d'ingressos en les comunitats del nord. La modesta indústria de la pesca comercial d'Ontario ha estat víctima de la contaminació del mitjà hídric, que també afecta a la pesca esportiva, una activitat molt popular en els rius i llacs de la província, amb 814.887 practicants habituals en 2000.

### Indústria

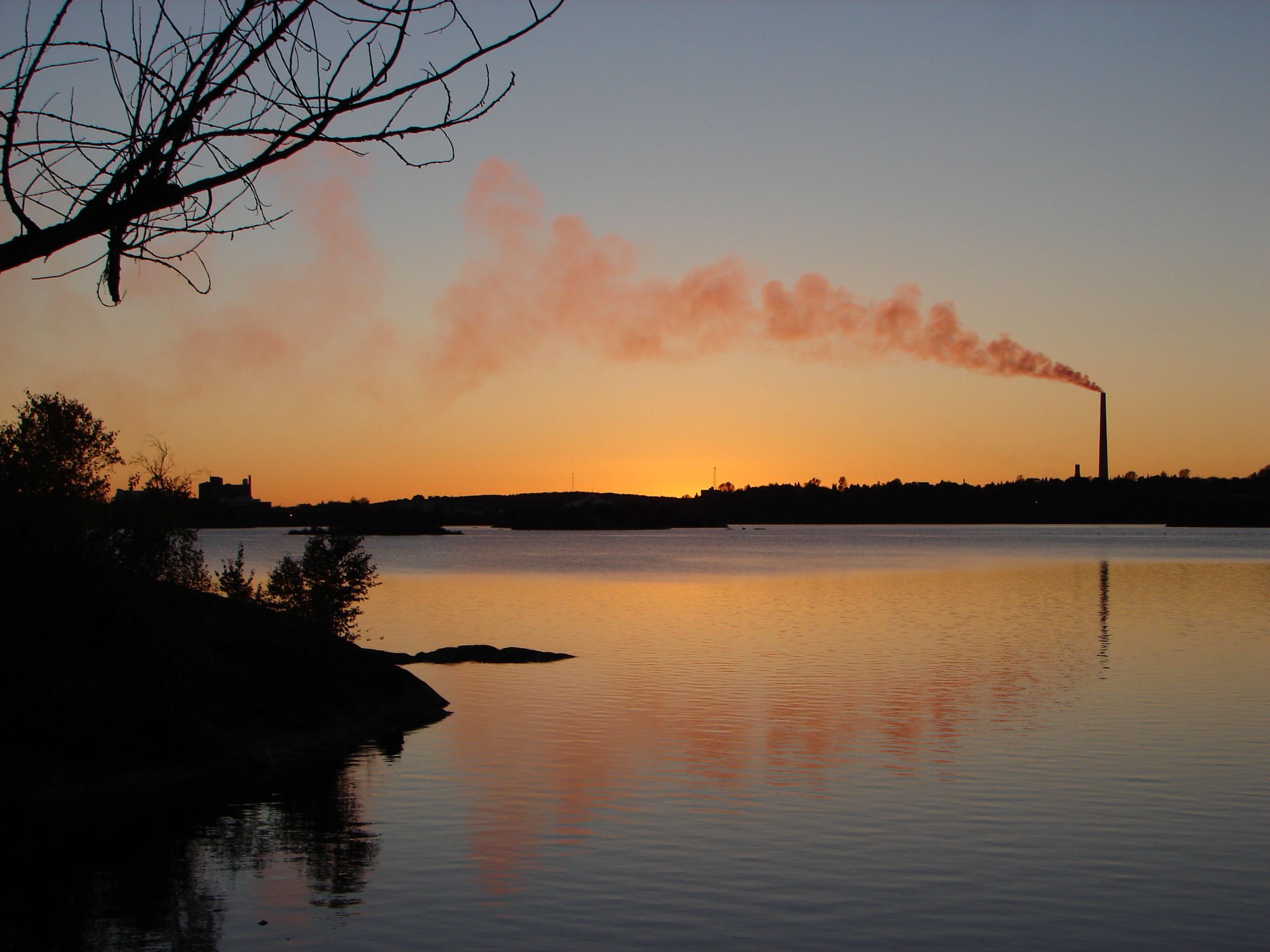
Vespre a Sudbury.

Ontario ha estat des de sempre la província indústrial per excel·lència del Canadà. Ja ho era en l'època de la Confederació, i aquesta tendència ha afavorit després el posterior desenvolupament industrial de la província, gràcies a la seva eficient xarxa de transports, abundants recursos naturals i la proximitat al mercat nord-americà. El valor total dels productes fabricats a Ontario en 2005 va ser de 300 milions de dòlars canadencs, la qual cosa suposa el 51 % dels productes elaborats del Canadà. A Toronto es troben les seus d'una gran quantitat de companyies canadenques del sector industrial. A més, el fet que la província es trobi propera als principals centres de la indústria automobilística nord-americà (cas de Detroit, per exemple) també ha afavorit la implantació de fàbricas allí.
L'Àrea Metropolitana de Toronto és la zona industrialment més dinàmica, amb la meitat de totes les indústries manufactureres de la província, seguida de Hamilton, Windsor, St. Catharines-Niagara i London. A la fi dels anys setanta, Ottawa va ser perfilant-se com a centre industrial de l'alta tecnologia del Canadà, a l'estil del Silicon Valley californià. La província compta prop del 60% de les indústries de tecnologia punta del Canadà.

### Mineria
El desenvolupament de la indústria minera està estretament lligat a la consolidació de Toronto com a centre financer d'Ontario i del Canadà. El níquel va estimular la prosperitat de la regió de Sudbury. A principis de segle, els jaciments de plata, plom i zinc atreuen als cercadors a la localitat de Cobalt, i l'or contribueix a estimular l'activitat econòmica de la província (i, en certa manera, del país) durant els anys 30. En els anys cinquanta, el descobriment d'un filó d'urani excepcionalment ric a Elliot Lake impulsa de nou l'economia d'Ontario.
Les mines han exercit des de sempre un rol fonamental en l'economia de la província, encara que ha conegut èpoques de crisis en els anys 80 i començament dels 90, quan el mercat internacional va registrar una baixada en tots els sectors miners. Malgrat tot, en 2005, el valor de tota la producció minera a Ontario ascendia a 7.220 milions de dòlars, de la qual els mineralés metàl·lics representaven el 66 per cent i els minerals no metàl·lics, el 34 per cent. Aquell mateix any, la província va produir el 36% dels minerals metàl·lics i el 23 % dels minerals no metàl·lics de tot Canadà. Seguint en 2005, els cinc minerals de més valor extrets a la província van ser el níquel (2.116 milions), el or (1.227 milions), el coure (797 milions), els metalls del grup del platí (328 milions) i el zinc (183 milions). Combinats, representen el 97 % del valor total de la producció de minerals metàl·lics d'Ontario.

### Energia

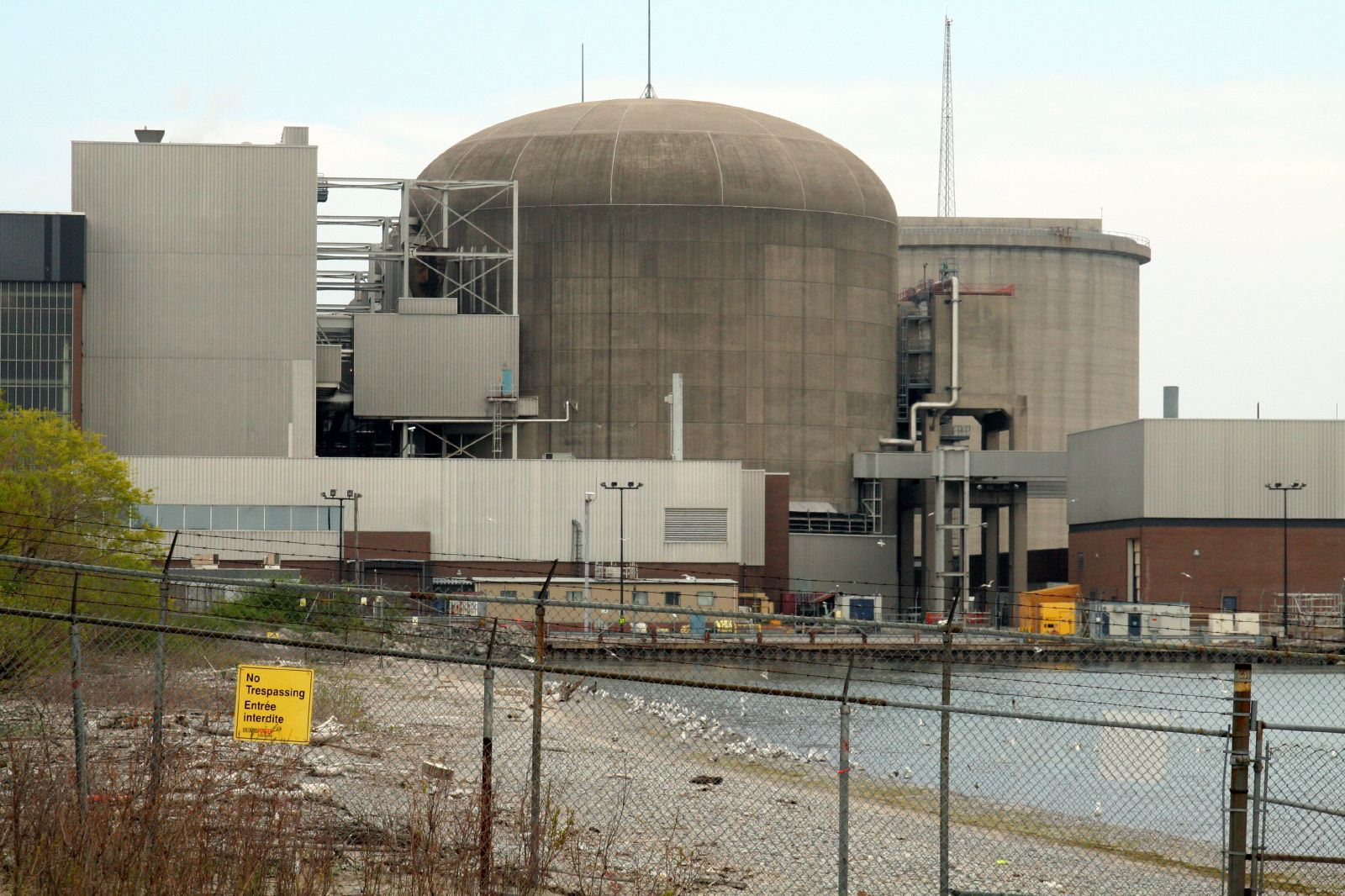
Central Nuclear de Pickering, a Pickering

Des de sempre, Ontario ha hagut d'importar energia. En temps dels primers colons, la fusta dels boscos cobria les necessitats de combustible, però a causa del ràpid creixement urbà i industrial, es va haver de recórrer a importar carbó de les mines dels estats d'Ohio, Pennsilvània i Virgínia Occidental, ja que era millor i menys car que el que s'extreia a Nova Escòcia. En les proximitats de la badia de James, Ontario posseeix jaciments de carbó, encara que la seva explotació no sembla rendible. Pel que fa al petroli i al gas natural, la província porta avantatge: s'han vingut explotant els seus jaciments petrolífers des de finals de la dècada de 1850. D'altra banda, el gas natural va ser descobert una mica després, i durant molt temps Ontario va ser el primer productor d'aquests productes al Canadà. No obstant això, aquesta aportació en l'actualitat no representen més que una petita part de la producció global d'energia. En la dècada de 1890, el Canadà va començar a desenvolupar el seu potencial hidroelèctric a gran escala amb la construcció de generadors i línies de transmissió a Niagara Falls, Ontario.

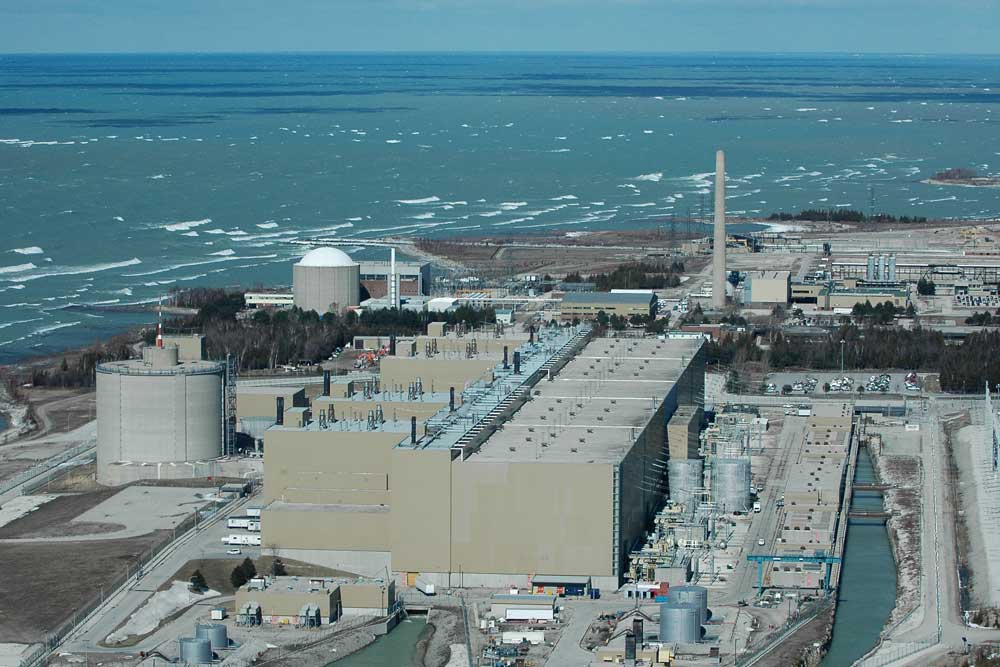
Reactor CANDU de la Central nuclear Bruce.

En 2004, la energia nuclear representava gairebé la meitat de la producció elèctrica d'Ontario. La Central Nuclear de Bruce, en Tiverton, va ser inaugurada en 1967, i és la primera central de generació d'energia nuclear del Canadà, passant a estar completament operativa en 1969. En 1997, Ontario Hydro va autoritzar el tancament i revisió general de 7 de les seves 19 reactors perquè considerava que la companyia no tenia ni diners ni personal per gestionar-los de manera segura.
Ontario és la regió capdavantera en refinat de petroli de tot Canadà, comptant amb set refineries. La província és autosuficient pel que concerneix productes petrolífers, i els exporta a altres províncies del Canadà i estats dels Estats Units. El gas natural és el combustible essencial per a tots els sectors de l'economia provincial excepte para el transport. S'utilitza en els sistemes de calefacció domèstica, comercial i industrial. La indústria s'està interessant pel gas natural per reduir les emissions de gasos amb efecte d'hivernacle.

### Comerç i finances

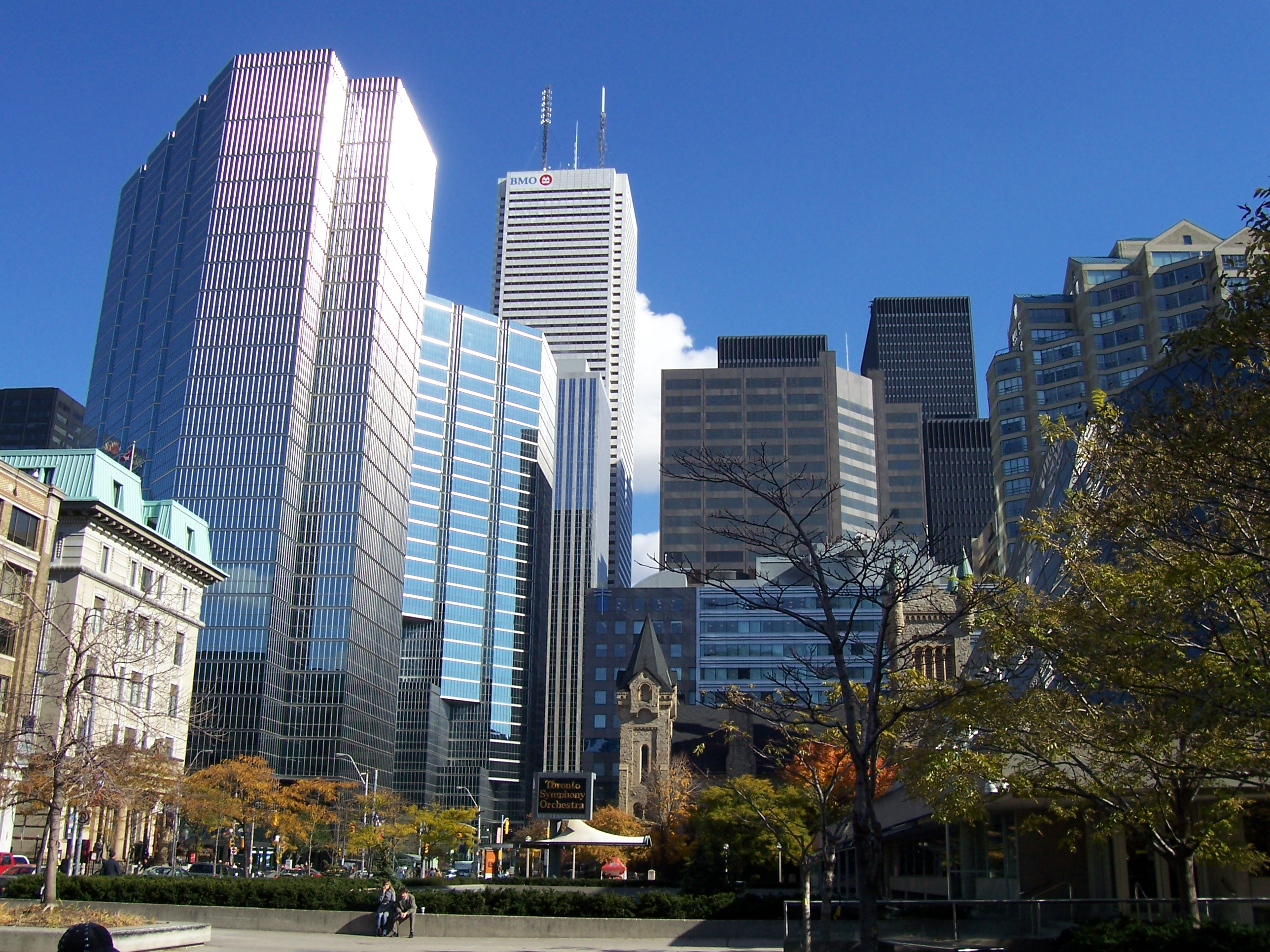
El centre financer de Toronto.

La Bay Street de Toronto constitueix el cor del sector financer del Canadà, a l'estil de la Wall Street de Nova York. No en va, la majoria de les seus socials dels grans bancs canadencs i de moltes grans empreses troben a Toronto. La Toronto Stock Exchange és la major borsa de valors del país. El First Canadian Place, poblat d'oficines d'advocats, de comptables i administradors, és el gratacel més alt al país (290 m). Per la seva banda, la Torre CN, de 533 m d'alt., un altre edifici comercial, és l'estructura no sostinguda per cables en terra ferma més alta del món. Toronto acull les seus de grans empreses de assegurances. Altres ciutats d'Ontario, com Kitchener-Waterloo, i especialment London, alberguen també diverses seus de companyies d'assegurances.
En 2005 els bancs canadencs gestionaven prop de 3.644 sucursals a Ontario, la qual cosa representa el 43 % de totes les sucursals bancàries del Canadà. A més, aproximadament el 55,4% de les ocupacions del Canadà relacionats amb la banca es troben a Ontario. El nombre de sucursals demostra clarament la preferència dels habitants d'Ontario pel Canadian Imperial Bank of Commerce (CIBC), que compta amb una llarga presència a la província.
En 2005 el valor les exportacions totals d'Ontario sumaven 200.700 milions de dòlars canadencs, i les importacions altres 228.500 milions. Els Estats Units són el mercat d'exportació principal d'Ontario (88,9 per cent de totes les exportacions) i el principal proveïdor de productes importats (72,5 per cent de totes les importacions). Altres mercats d'exportació són el Regne Unit, Mèxic, Xina i Japó. Els principals mercats d'importació són Mèxic, Xina, Japó, i Alemanya.
La forta densitat de població del sud d'Ontario ho converteix a la regió més activa del Canadà (en termes econòmics) pel que fa a supermercats, distribuïdors de vehicles de motor, tendes de productes generals i estacions de servei. La proximitat d'Ontario als grans mercats dels Estats Units permet que els productes generats a la província no es trobin molt lluny de gran part dels consumidors nord-americans.

### Impostos
El nivell d'imposició al Canadà surt beneficiat si ho comparem amb el d'altres països desenvolupats. El Canadà posseeix un règim complet de seguretat social, així com de sistemes d'ensenyament i salut pública prestigiosos per la seva eficiència. Àdhuc amb tota la càrrega d'aquests serveis públics subvencionats per l'Estat, els imposts de les societats i els impostos professionals segueixen sent competitius comparats amb els dels Estats Units i amb la mitjana dels països del G-8.
La taxa d'impostos de les societats establertes a Ontario és en general del 36,12 %. L'impost de les vendes al detall és del 8 % i s'aplica a la majoria dels productes i a alguns serveis. Nombrosos productes estan exempts, en particular els aliments, les peces de vestir per a nens i l'energia, així com el material i la maquinària per a la indústria i la investigació.
En 2003, una família mitjana d'Ontario tenia uns ingressos mitjans de 81.437 dòlars canadencs. Aquesta mateixa família va pagar de mitjana uns 39.071 dòlars en matèria d'impostos.

## Cultura i arts

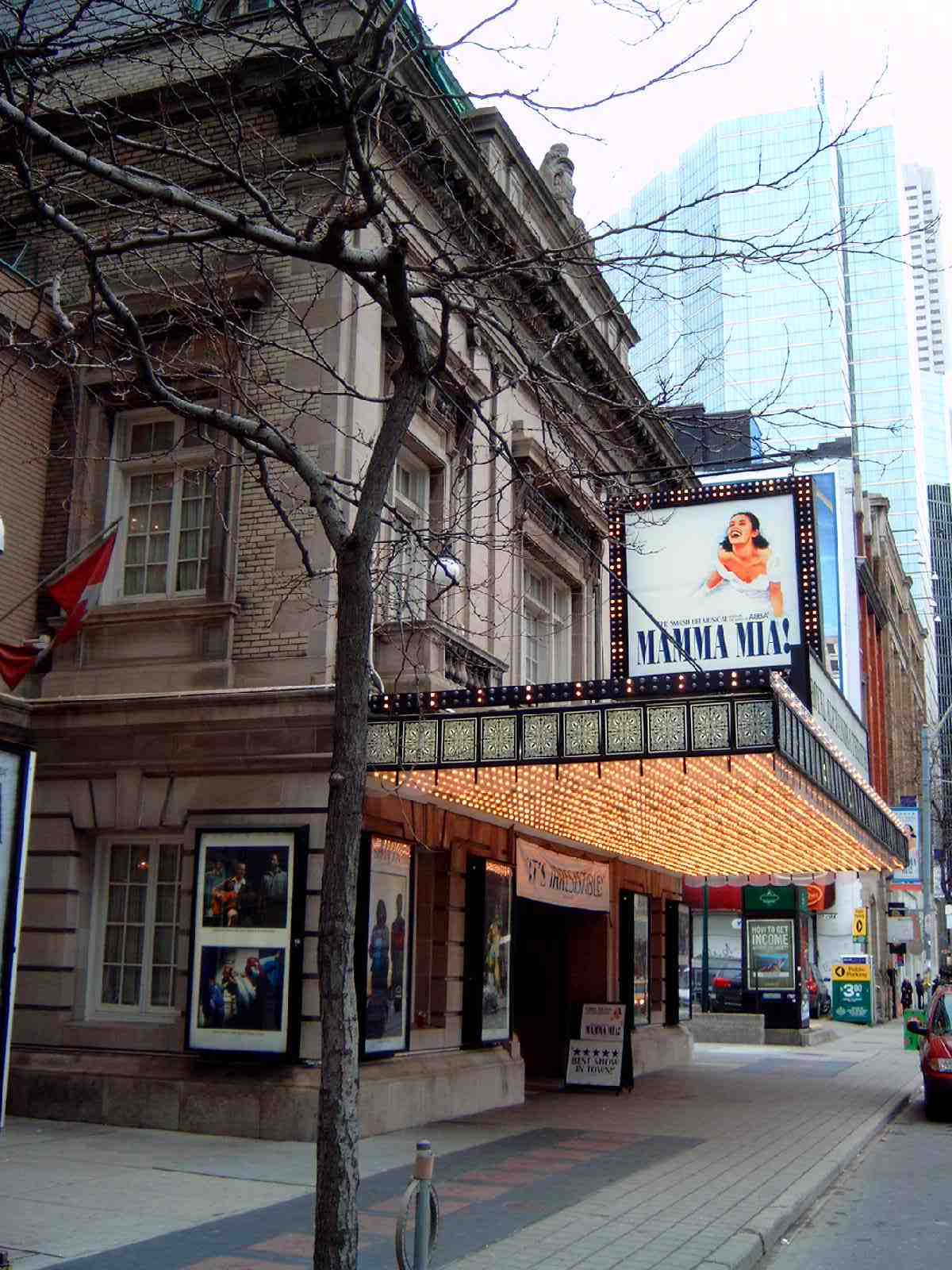
El Royal Alexandra Theatre, a Toronto.

Poc queda de les formes de art autòctones, encara que els primers habitants d'Ontario van deixar darrere de si considerables vestigis culturals, des dels Serpent Mounds, prop de Peterborough, a altres obres més modernes i més perfeccionades de escultura i terrisseria. Més tard, els colons van portar el seu propi patrimoni cultural, inspirat en el model europeu. Les formes de mitjan segle xix, plasmades en obres d'art contemporànies, encara gaudeixen d'una certa popularitat. En general, els artistes d'Ontario segueixen els estils internacionals, ja sigui en literatura, en art o en arquitectura. Els esforços artístics i culturals es veuen recolzats per diverses subvencions governamentals federals o provincials, que ofereixen, entre d'altres, organismes com el Consell de les Arts d'Ontario (Ontario Arts Council), fundat en 1963, que concedeix subvencions a particulars i a organitzacions d'art.
El govern de la província subratlla el fet que l'art crea ocupacions: la documentació del Consell de les Arts li recorda al contribuent que cada dòlar de subvenció en les orquestres genera directament gairebé 7 dòlars en salaris, cotitzacions i despeses d'explotació.
Ontario compta amb orquestres simfòniques a Toronto (l'Orquestra Simfònica de Toronto, la més important del Canadà), Ottawa, Hamilton i Kitchener-Waterloo. Tots els anys té lloc un gran festival shakespearià: el Festival de Stratford, instituït en 1953. Dos dels museus més importants de la província, la Galeria d'Art d'Ontario i el Reial Museu d'Ontario es troben a Toronto. Aquesta ciutat és un destacat centre cultural, i les seves produccions teatrals tenen fama mundial, com El Fantasma de l'Òpera, Miss Saigon i, més recentment, Mamma Mia!. Més de 100 companyies professionals representen obres de teatre, cabaret, òpera, i dansa a Toronto. També acull el major festival de cinema de l'Amèrica del Nord, el Festival Internacional de Cinema de Toronto, que té lloc al setembre.

### Esports

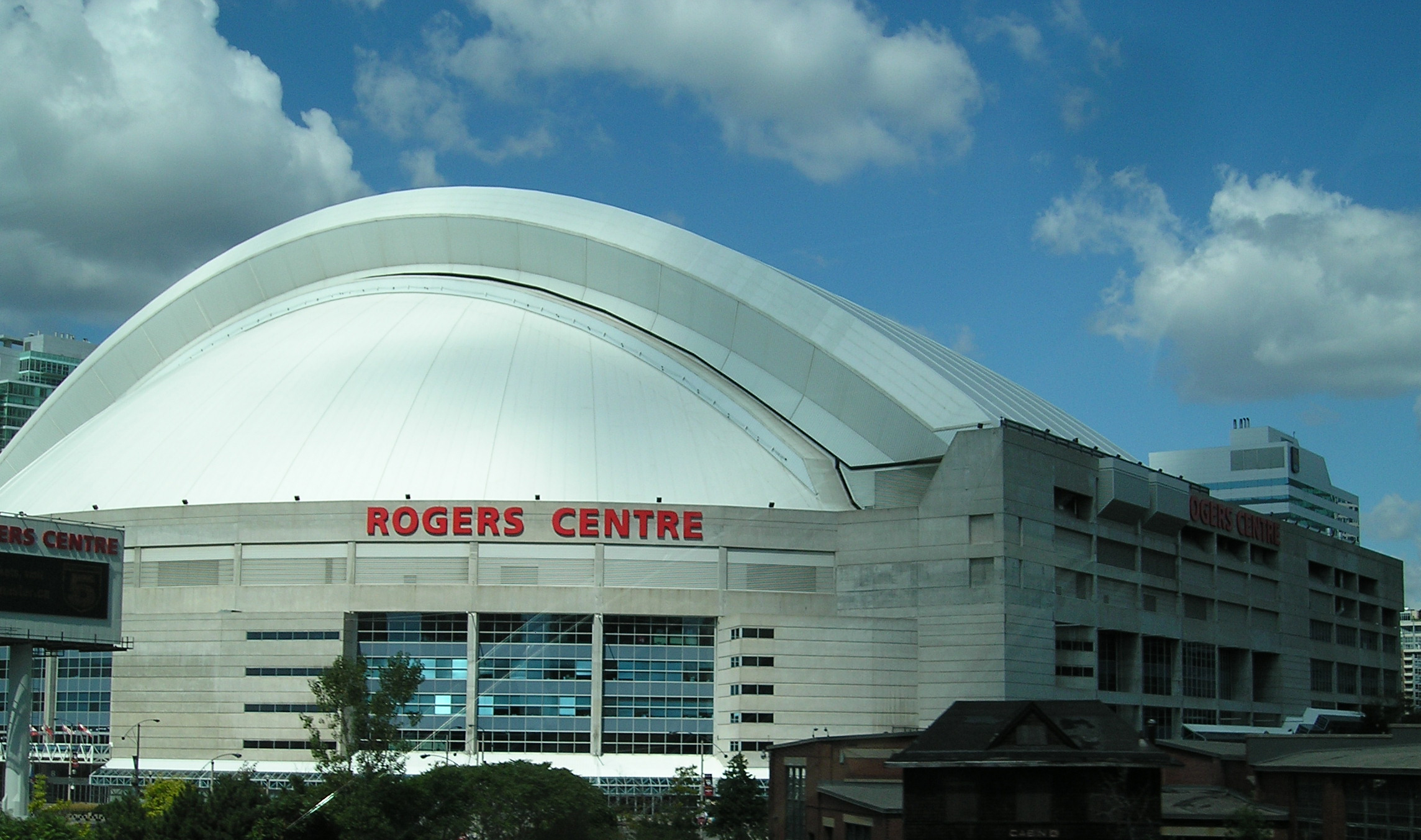
Vista del Rogers Centrei.

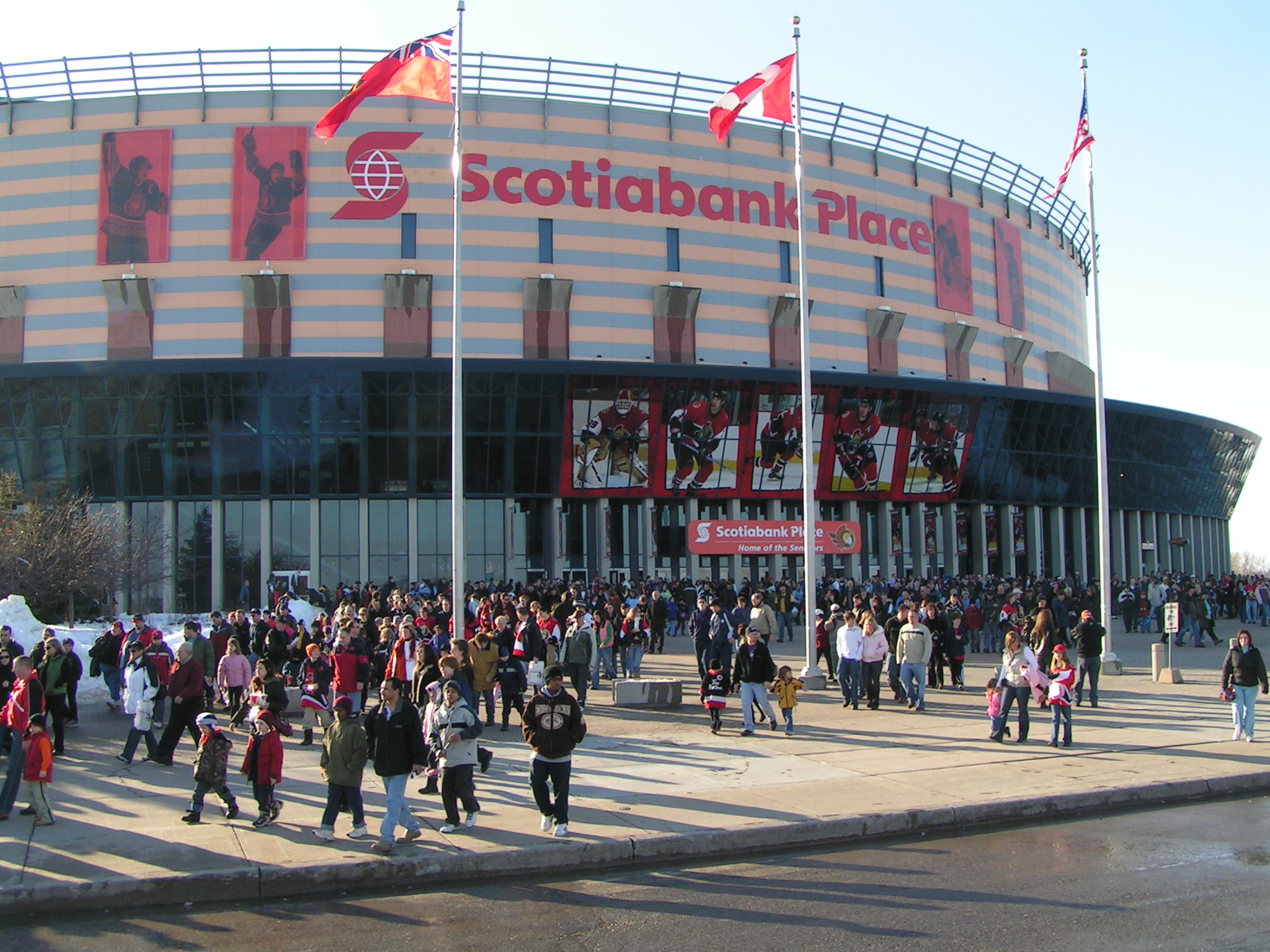
El Scotiabank Place, casa dels Ottawa Senators.

El Rogers Centre de Toronto (antic nom: SkyDome) el primer estadi del món amb una coberta completament retràctil, i és la casa dels Toronto Blue Jays, un equip de beisbol que el 1992 es va convertir en el primer equip canadenc a guanyar la World Sèries. El hoquei femení ha crescut en popularitat i és molt practicat a Ontario. La National Women's Hoquei League compta amb cinc equips provinents d'aquesta província.
L'autòdrom de Mosport Park ha rebut a nombroses categories mundials i nord-americanes d'automobilisme i motociclisme de velocitat, tals com la Fórmula 1, el Campionat Mundial de Motociclisme, el Campionat Mundial de Resistència, el Campionat Nacional de l'USAC, la American Li Mans Sèries i la NASCAR Canada Sèries. El Gran Premi de Toronto és una carrera d'automobilisme de velocitat de la categoria de monoplaces Champ Car des de 1986 fins a 2007 i la IndyCar Sèries des de 2009. És la tercera carrera de carrer més antiga de l'Amèrica del Nord.
Anar en motonieve pels 50.000 quilòmetres de pistes de la província (el major sistema de pistes de motonieves del món) és una activitat hivernal molt popular.
A continuació es detallen els principals equips esportius d'Ontario i les lligues en les quals juguen:
National Hoquei League
- Toronto Maple Leafs
- Ottawa Senators

Grans Lligues de Beisbol
- Toronto Blue Jays

American Hoquei League
- Toronto Marlies
- Hamilton Bulldogs

Minor League Baseball
- Ottawa Lynx
- Thunder Bay Border Cats

Canadian Football League
- Toronto Argonauts
- Hamilton Tiger-Cats
- Ottawa Renegades (suspès en 2006)[72]

National Basketball Association
- Toronto Raptors

National Lacrosse League
- Toronto Rock

Major League Soccer/Futbol Professional
- Toronto FC
- Toronto Lynx

## Educació

### Escoles

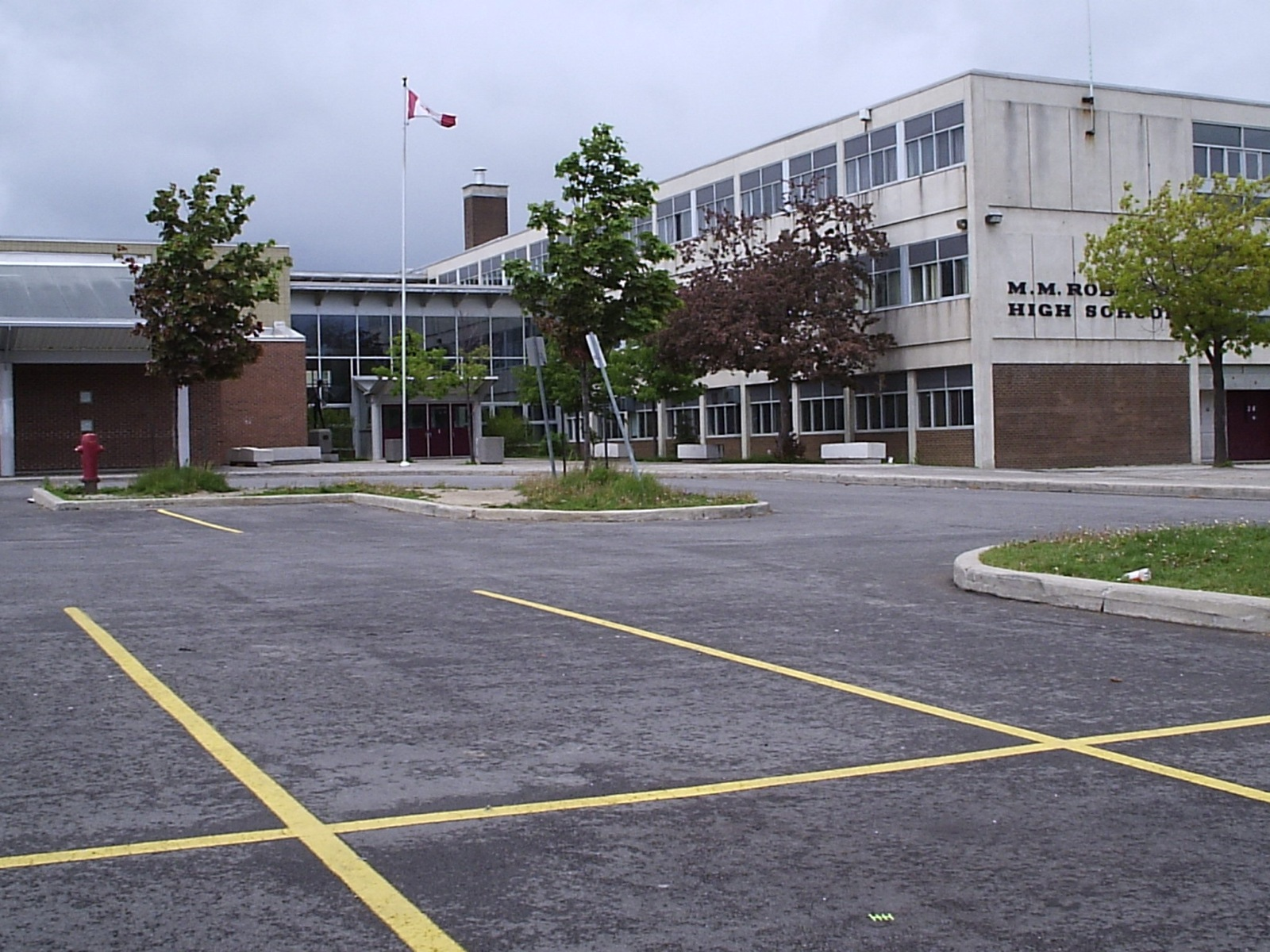
El M.M. Robinson High School, a Burlington.

Les primeres escolas a ser construïdes en el que és actualment Ontario van ser inaugurades durant la dècada de 1780. Aquestes escoles «common schools» ensenyaven només fins al que constitueix actualment l'educació bàsica o elemental. En 1807, una llei va obligar a la llavors colònia britànica de Canadà Superior a construir una escola secundària «grammar school» en cadascun dels vuit districtes de la colònia. La colònia va donar a les ciutats i a les viles on estaven situades tals escoles la responsabilitat d'administració. Moltes d'aquestes ciutats i viles cobraven per l'ensenyament.
Durant la dècada de 1870, el sistema escolar públic d'Ontario va adquirir el format d'avui dia: organització entre elementary schools (de 1r a 8è curs) i high schools (de 9è a 12è curs). Cada ciutat –o, en regions menys densament poblades, districtes educatius, que comprèn un gran àrea i diverses viles d'al voltant– està servida per un districte escolar. Totes les institucions d'educació d'Ontario han de seguir patrons dictats per la província, com els llibres de text a usar, i la prohibició de cobrar per l'ensenyament, per exemple. A més de les escoles públiques administrades pels municipis, existeixen també escoles administrades per l'Església catòlica i diverses escoles privades. L'educació és obligatòria per tots els nens i adolescents amb més de sis anys, fins a la conclusió de l'educació secundària o fins als setze anys.
En 1999, les escoles públiques de la província van atendre a prop de 2.038 milions d'estudiants, i emprant aproximadament a 110 mil professorés. Per la seva banda, les escoles privades van atendre a prop de 90,6 mil estudiants, i emprant aproximadament a 7,1 mil professors. El sistema d'escoles públiques de la província va utilitzar prop de 17.108 milions de dòlars canadencs, i la despesa de les escoles públiques per estudiant és aproximadament de 8 mil dòlars canadencs.
Tant les escoles públiques com les escoles catòliques són mantingudes a través d'impostos municipals i de subvencions que ofereix el govern d'Ontario. La major part de les escoles existents a la província ensenyen en anglès, si bé hi ha algunes, localitzades en ciutats que posseeixen una notable població francòfona, que ho fan en francès.
El novembre de 1997, els sindicats de professors d'Ontario van convocar una vaga que va durar dues setmanes. Va ser la vaga de professors més llarga de l'Amèrica del Nord.

### Biblioteques

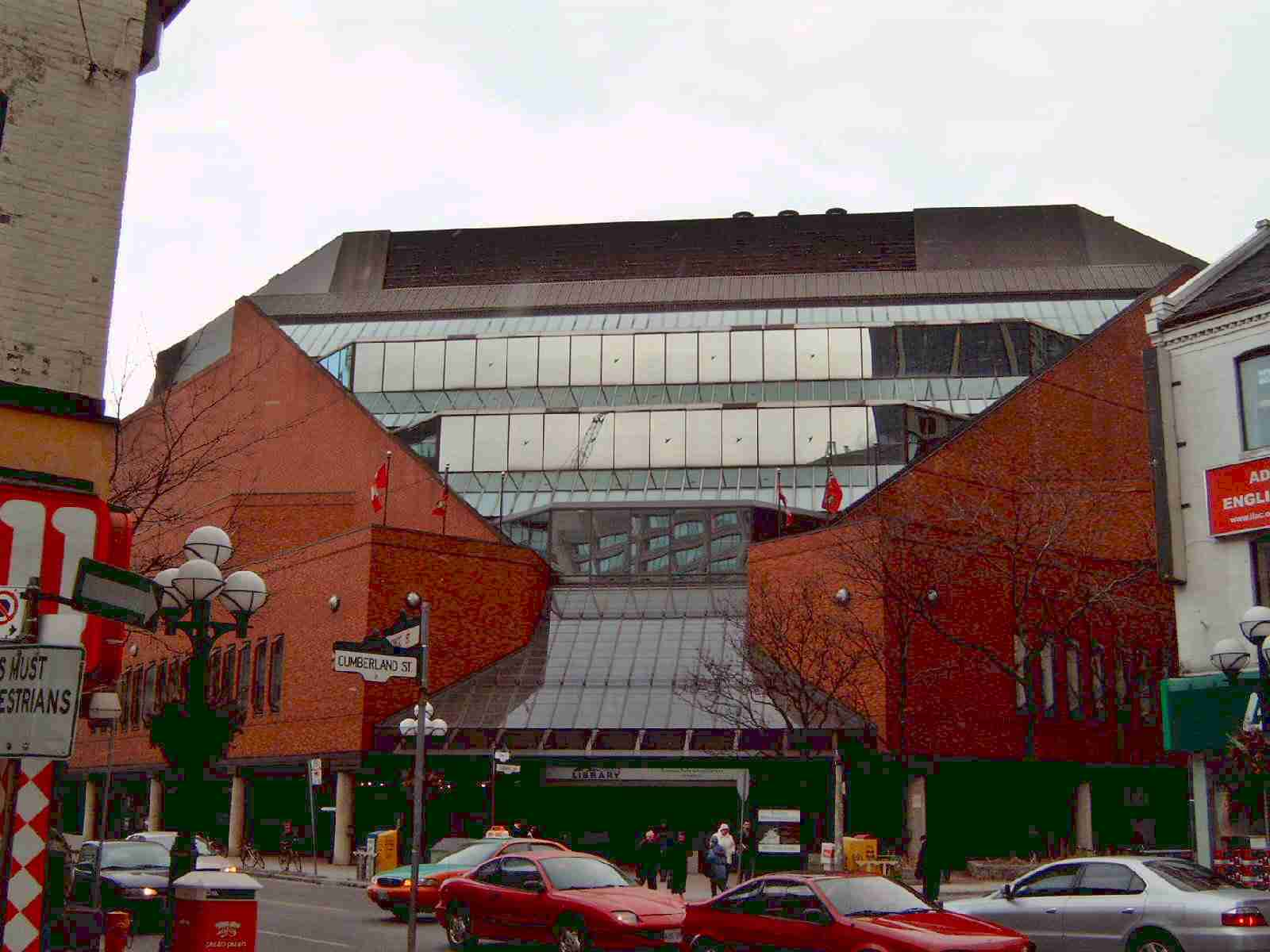
La Toronto Reference Library.

La primera biblioteca pública d'Ontario va ser construïda a Niagara-on-the-Lake, en 1800. El nombre de biblioteques va anar augmentant, fins que el 1867 s'arribaren a 60 l'any de la independència del Canadà. Actualment, existeixen centenars de biblioteques públiques al llarg de la província, gestionades pel govern provincial, els municipis o institucions educatives. A més d'això, la Biblioteca Nacional del Canadà està localitzada a la província, a Ottawa.
La Toronto Public Library (Biblioteca Pública de Toronto) és el major sistema de biblioteques públiques del Canadà i el segon més dinàmic (per quantitat de visites) del món després de la Biblioteca Pública de Hong Kong. Consta de 99 biblioteques i compta amb un patrimoni d'11 milions de materials, entre llibres, CD i vídeos.

### Institucions d'ensenyament superior

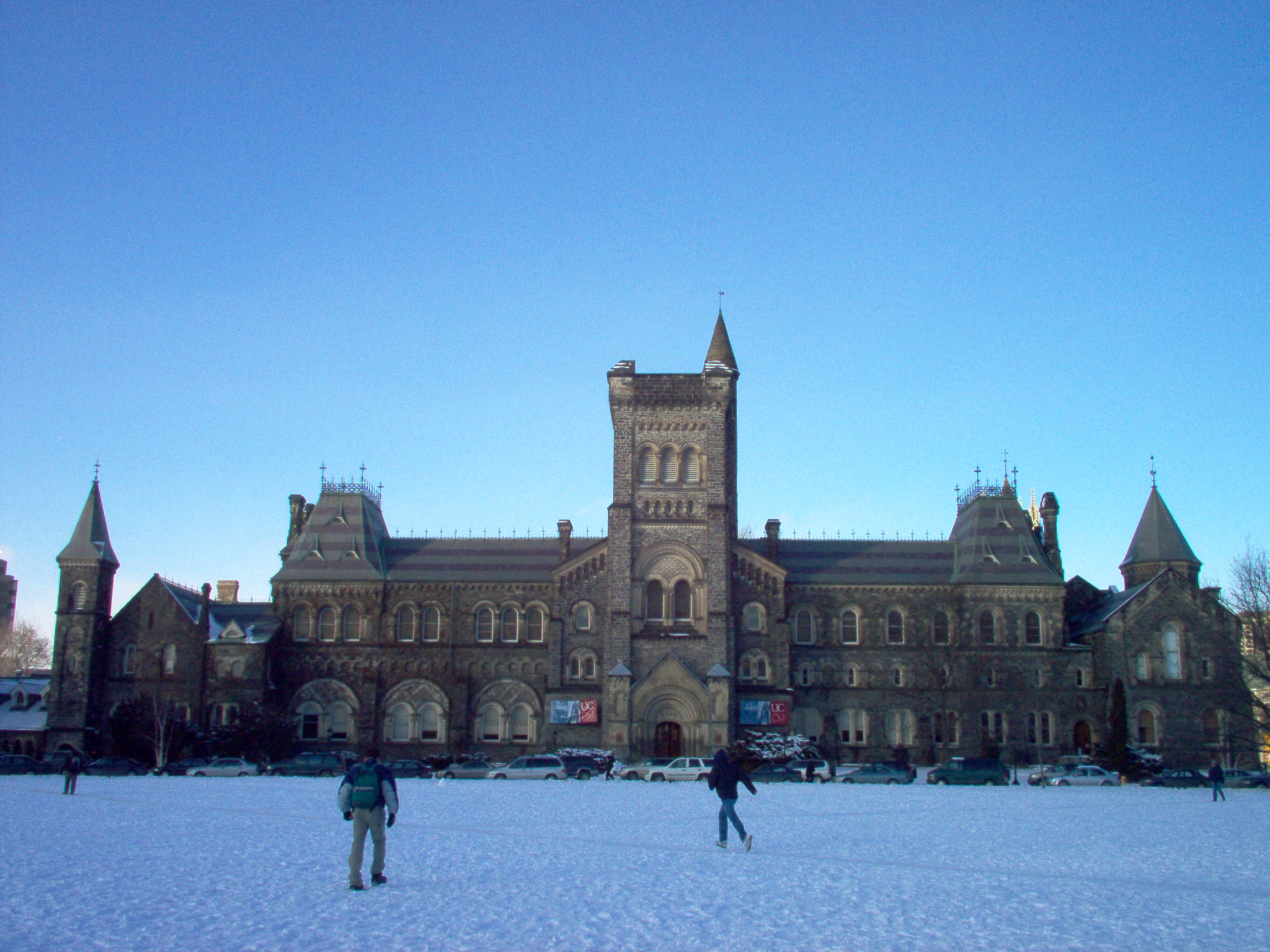
Vista del campus central de la Universitat de Toronto.

La Universitat de Toronto és la major universitat del Canadà, i una de les més renombradas del país. Va ser fundada en 1827, com King's College. En 1850, el nom de la institució va canviar al nom actual. És coneguda internacionalment principalment pels seus programes a l'àrea de la medicina, el dret i els idiomas en general. És la universitat que rep més pressupostos del govern provincial i nacional, i una de les quals té un major pressupost del món.
A part de la Universitat de Toronto, Ontario posseeix altres 27 universitats i facultats. La Universitat de Waterloo, en Waterloo, és coneguda pel seu programa de enginyeria. La Universitat de Queen, a Kingston, i la Universitat McMaster, a Hamilton, són conegudes pels seus programes de medicina. La Universitat de Guelph és reconeguda pel seu programa de investigació.

## Transports

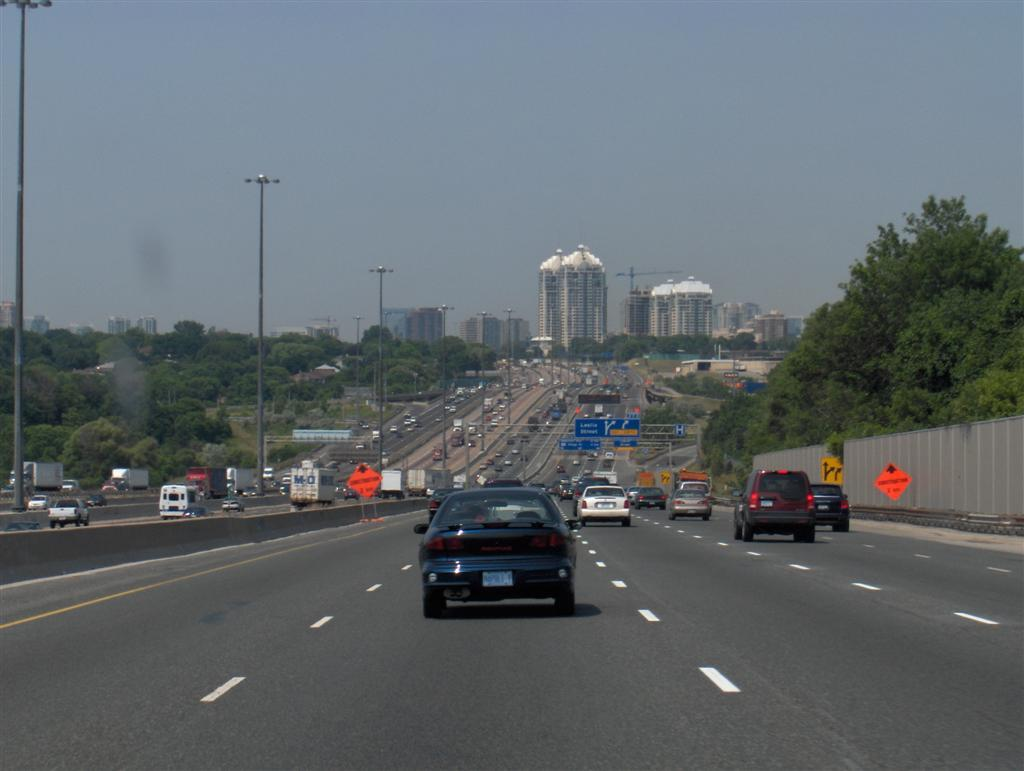
Vista de la Macdonald-Cartier Freeway i de l'encreuament en trèvol que forma amb la Leslie Street, a Toronto. La Macdonald-Cartier és considerada l'autopista que suporta el major tràfic del món.

Els rius, llacs i vies d'aigua han exercit un paper essencial al llarg de la història d'Ontario. Els primers exploradors europeus a explorar la regió –en la seva majoria francesos– van explorar la regió seguint els rius i els llacs existents, com el riu Sant Llorenç, el riu Ottawa i els Grans Llacs, per exemple. Seguien aquestes masses d'aigua per terra, recorrent el litoral del cos d'aigua en qüestió, o per vies hídriques, a través de canoas o vaixells.
Actualment, durant l'estació de navegació, quan les aigües del riu Sant Llorenç no estan cobertes de gel, entre abril i desembre, diversos vaixells circulen entre l'oceà Atlàntic i els Grans Llacs. Per la província s'estén un sistema de canals artificials, que posseeix 869 quilòmetres d'extensió. Durant l'estació de gel –de gener fins a març– les aigües del riu Sant Llorenç es tornen perilloses per a la navegació de vaixells, i aquesta s'interromp fins a l'inici de l'estació de navegació.
Ontario posseeix prop de 72 mil quilòmetres de vies públiques, la major part d'elles pavimentades. La regió més densament coberta per carreteres és el sud de la província. Entre les incomptables carreteres d'Ontario, la més freqüentada és la Highway 401, que s'inicia a Windsor, passa per London, Oakville, Mississauga, Toronto, Pickering, Oshawa i Kingston, estenent-se fins a la frontera amb la província del Quebec. Aquesta carretera és la carretera amb més tràfic del món, especialment en el tram que passa per la regió metropolitana de Toronto.

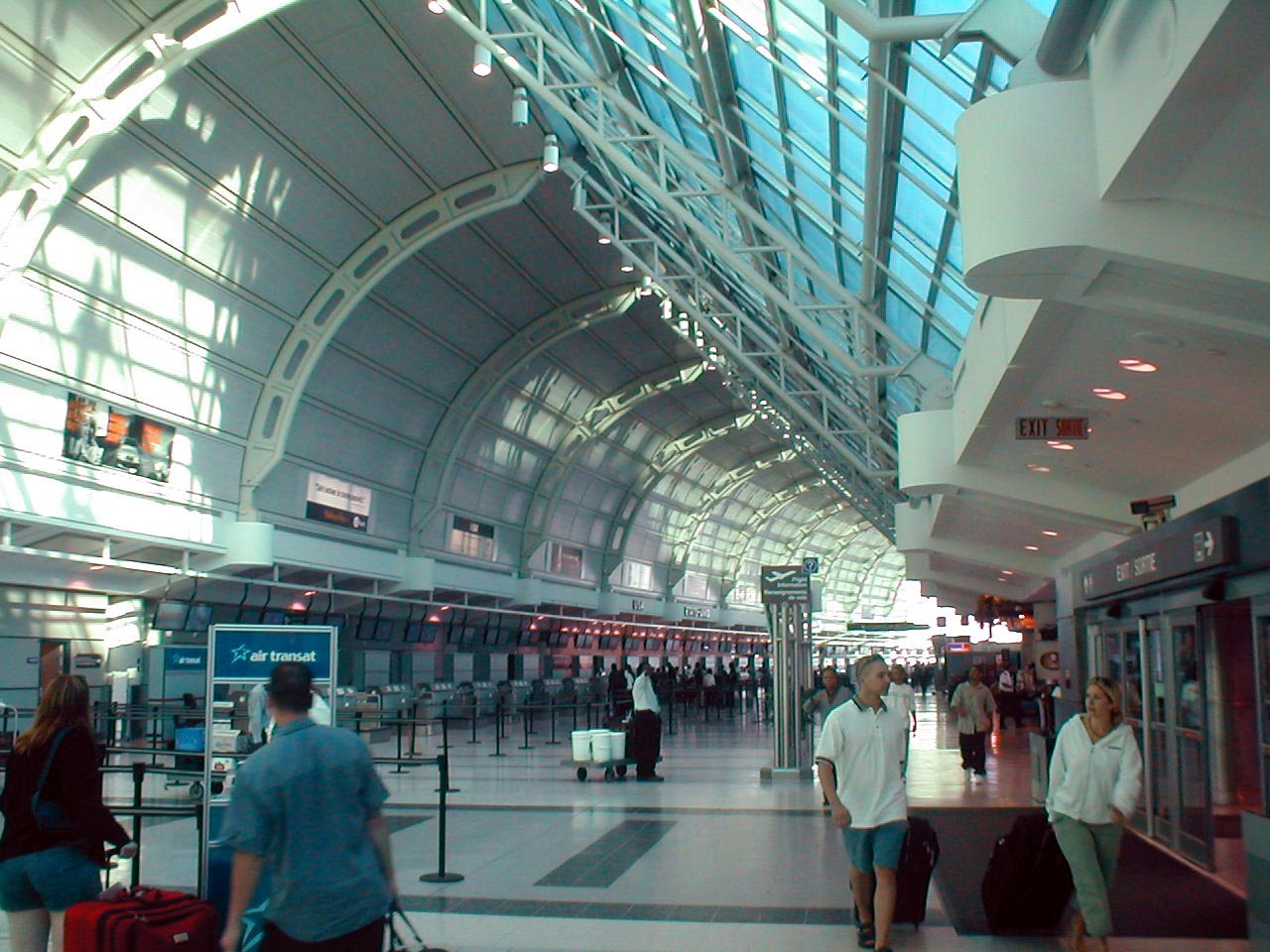
Interior d'una de les terminals del Aeroport Internacional Lester B. Pearson

Ontario posseeix 13.351 quilòmetres de vies fèrries, la qual cosa correspon a una cambra de la xarxa ferroviària canadenca. La major part de la xarxa ferroviària d'Ontario s'estén pel sud de la província ?aquesta és la regió més densament coberta per vies fèrries per quilòmetre quadrat de tot el país. Les principals companyies ferroviàries que operen a la província són la Canadian National Railway, la Canadian Pacific Railway i la VIA Rail. GO Transit atén a uns 195.000 passatgers al dia, transportant-los entre Toronto i les ciutats veïnes, i estenent-se fins a Hamilton i Oshawa.
El Aeroport Internacional Lester B. Pearson, localitzat en Mississauga, és l'aeroport més dinàmic del Canadà. Atén a prop de 29 milions de passatgers per any, i és el principal centre aeroportuari del país. Altres aeroports importants de la província són el Aeroport Internacional Ottawa Macdonald-Cartier i l'Aeroport Internacional John C. Munro, a Hamilton, que també és un important centre de l'aviació de càrrega i de correu.

## Mitjans de comunicació

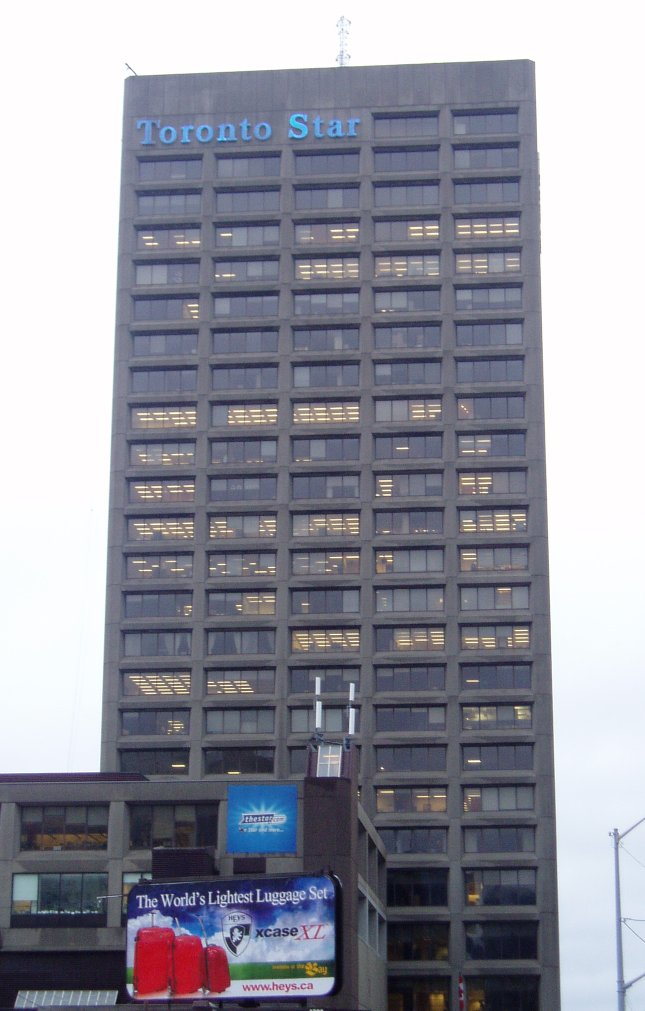
One Yonge Street, l'edifici de la redacció del Toronto Star.

Les ciutats d'Ontario expliquen cadascuna almenys amb un periòdic en anglès, i ocorre que aquests diaris pertanyen gairebé sempre a la mateixa empresa. L'excepció és Toronto, amb tres diaris diferents. En aquesta ciutat es publica la gran majoria de les principals revistas del país (Maclean's, Canadian Business i Saturday Night) i on se situen les seus social de les grans empreses editorials del país (McClelland and Stewart i l'editorial de la Universitat de Toronto). International Thomson, una editorial multinacional, també té la seu a Toronto i és la major companyia de mitjans de comunicació del Canadà.
El primer periòdic publicat en el que actualment constitueix la província d'Ontario, el Upper Canada Gazette, va ser publicat en 1793, en l'antiga Newark (actual Niagara-on-the-Lake). Quatre anys després, el periòdic passaria a ser publicat a York (actual Toronto), havent estat publicat fins a 1849. Actualment, es publiquen a la província prop de 450 periòdics, dels quals prop de 50 són diaris. La majoria d'aquests periòdics es publiquen en anglès, encara que d'altres es publiquen en xinès, en francès i en italià. El periòdic de major circulació diària al Canadà és el Toronto Star de Toronto.

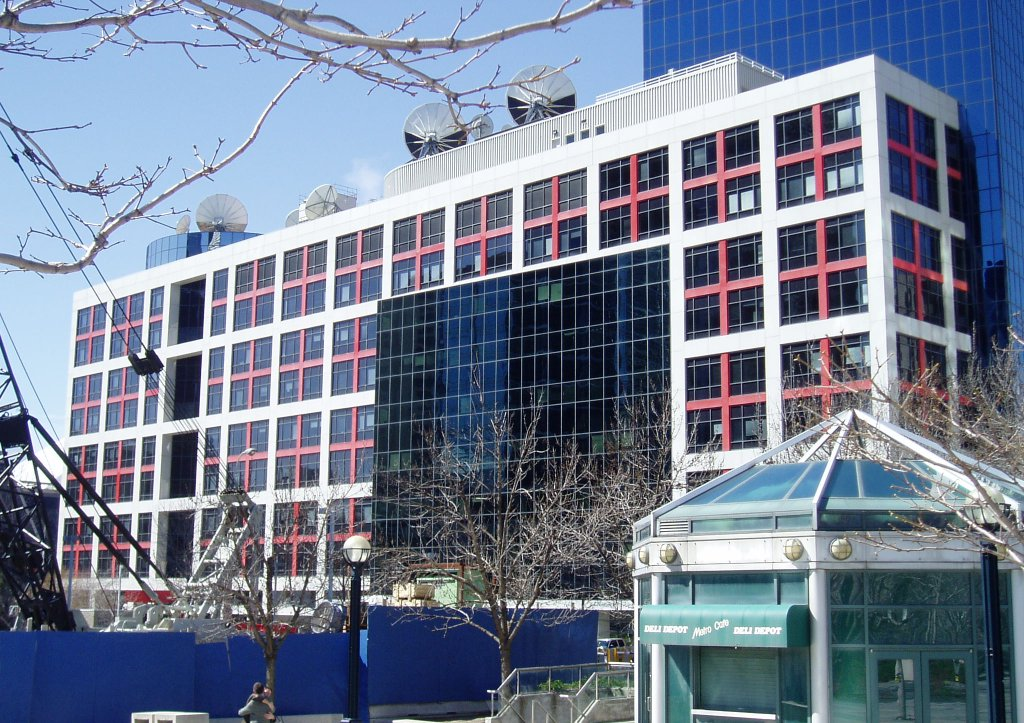
El Canadian Broadcasting Centre, a Toronto.

Els principals estudis de la xarxa anglófona de radiodifusió Canadian Broadcasting Corporation i la xarxa privada CTV es troben a Toronto. A més dels mitjans de comunicació anglófonos, Ontario compta amb tres cadenes de televisió en francès, així com nombrosos repetidors i cadenes de radi, sense explicar les cadenes que emeten en altres llengües. La xarxa de televisió pública de la província, TVOntario, emet principalment en anglès, encara que dedica un canal –TFO– específicament per a la comunitat francòfona d'Ontario. La major part de la província no només capta la televisió canadenca: també es poden veure les retransmissions de les grans companyies de televisió dels Estats Units, com la NBC, la ABC, la CBS o la FOX. Així doncs, el sud d'Ontario gaudeix d'un dels repertoris més amplis d'emissions televisades del món.
La primera cadena de radi d'Ontario va ser inaugurada en Hamilton el 1922. La primera cadena de televisió va començar a retransmetre el 1952, a Toronto. Actualment, la província posseeix prop de 170 cadenes de radi i 30 de televisió.
Des de 1990, Telemundo té 3 estacions locals a Toronto/Ottawa, Kingston/Windsor i Mississauga/Hamilton. A igual amb Univisión.

## Salut

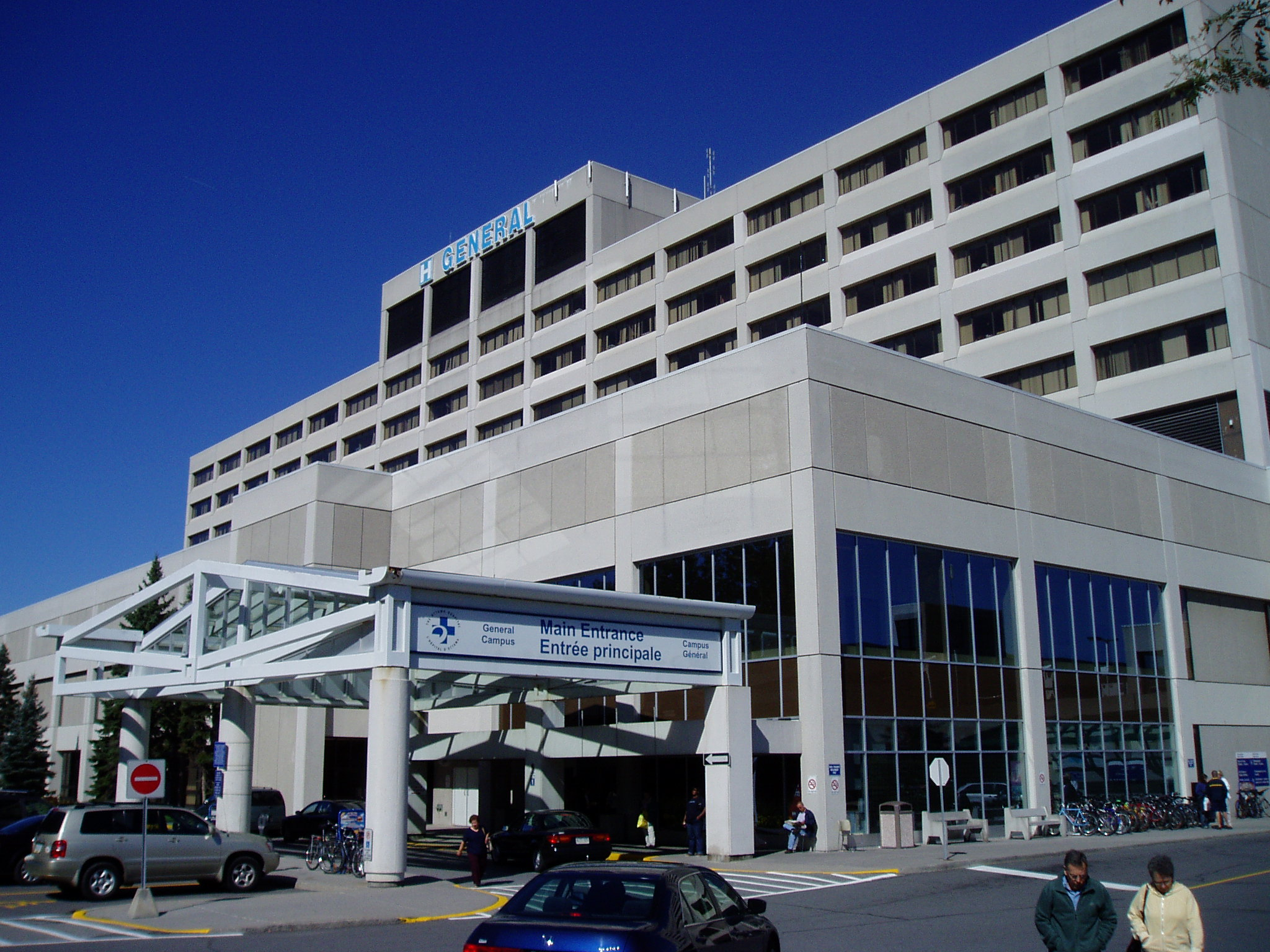
L'edifici principal de l'Hospital d'Ottawa.

El Ministeri de la Salut i de les Cures a llarg termini d'Ontario (anomenat en anglès Ministry of Health and Long-Term Care i en francès Ministère de la Santé et des Soins de longue durée) s'encarrega de l'administració del sistema sanitari de la província i de la prestació de serveis a la població d'Ontario per mitjà de diversos programes, com a assegurances de malaltia, programes de medicaments, cuidats als malalts mentals, cuidats a llarg termini, cuidats a domicili, serveis de salut comunitària i de salut pública, promoció de la salut i prevenció de malalties. També regula els hospitals i les cases de repòs, administra els centres psiquiàtrics i laboratoris mèdics i coordina els serveis d'urgències.
L'Ontario Hospital Association (OHA), fundada en 1924, representa a 159 hospitals públics de la província.
En la primavera de 2003, Ontario es va veure greument afectada per una epidèmia de la síndrome respiratòria aguda severa, més coneguda com a pneumònia asiàtica, als hospitals de la província. Les autoritats sanitàries competents van ordenar la posada en quarantena de milers de persones. En total, es van donar 44 morts i 375 casos d'infecció en dues onades.